# Список персонажей Tekken
Данная статья представляет собой список персонажей файтинговых видеоигр серии Tekken. Персонажи, которыми можно играть, перечислены в порядке появления в играх серии, в конце подробная таблица участия персонажей в игре. Персонажи за которых нельзя играть перечислены в отдельном разделе.
Игра представляет на выбор игрока более 44 персонажей с разным этническим происхождением, возрастом, полом и стилями боя. Несколько персонажей имеют открыто сверхъестественное происхождение, также в игре есть и животные, но последние в основном выполнены в комичном образе. Практически каждый персонаж имеет свои цели и причины, побудившие его вступить в соревнование за приз.

## Персонажи
Некоторые персонажи наследуют стили и образ других, например, Асука Кадзама, появившись в пятой части игры, практически копирует боевой стиль Дзюн Кадзамы, выбывшей из игры после второй части. Также персонаж-капуэрист Эдди Горду был заменён на идентичного по стилю и управлению персонажа Кристи Монтейру, после чего разработчики вернули первого, получив упрёки в ненужном «клонировании» боевой техники персонажей. Таким претензиям подвергаются и другие персонажи. Например, Джулия Чан, копирующая боевую технику Мишель Чан, Алекс, копирующий Роджера, Форест Ло, копирующий Маршалла Ло, и так далее.
|                           | Персонажи                       | Боевой стиль                                                | Tekken    | Tekken 2  | Tekken 3  | Tekken 4  | Tekken 5  | Tekken 6  | Tekken 7  | Tekken 8  |
| ------------------------- | ------------------------------- | ----------------------------------------------------------- | --------- | --------- | --------- | --------- | --------- | --------- | --------- | --------- |
| Египет                    | Азазель                         | неизвестно                                                  | ❌        | ❌        | ❌        | ❌        | ❌        | 6         | 3         | 6         |
| Япония                    | Акума14                         | Ансацукэн13                                                 | ❌        | ❌        | ❌        | ❌        | ❌        | ❌        | 12        | ❌        |
| Европа                    | Алекс                           | Армейский реслинг                                           | ❌        | 12        | ❌        | ❌        | ❌        | ❌        | ❌        | ❌        |
| Россия                    | Алиса Босконович                | Особый, высокоманевренный                                   | ❌        | ❌        | ❌        | ❌        | ❌        | 11        | зелёная ✓ | зелёная ✓ |
| Япония                    | Ангел                           | Сётокан                                                     | ❌        | 12        | ❌        | ❌        | ❌        | ❌        | ❌        | ❌        |
| Япония                    | Ангел Дзин                      | Карате, синто-рю, корю, кёкусинкай, айки-дзюдзюцу, дзюдзюцу | ❌        | ❌        | ❌        | ❌        | ❌        | ❌        | ❌        | 6         |
| Ирландия                  | Анна Уильямс                    | Хапкидо, коппо                                              | 1         | 1         | 1         | 3         | 1         | зелёная ✓ | 8         | ❌        |
| Мексика                   | Армор Кинг I                    | Реслинг                                                     | 1         | 1         | 4         | 4         | 5         | ❌        | ❌        | ❌        |
| Мексика                   | Армор Кинг II                   | Реслинг                                                     | ❌        | ❌        | ❌        | ❌        | 10        | зелёная ✓ | 8         | ❌        |
| Япония                    | Асука Кадзама                   | Айкидо                                                      | ❌        | ❌        | ❌        | ❌        | зелёная ✓ | зелёная ✓ | зелёная ✓ | зелёная ✓ |
| Перу                      | Азусена Милагрос Ортис Кастильо | Смешанные единоборства                                      | ❌        | ❌        | ❌        | ❌        | ❌        | ❌        | ❌        | зелёная ✓ |
| Соединённые Штаты Америки | Боб Ричардс                     | Фристайл-карате                                             | ❌        | ❌        | ❌        | ❌        | ❌        | зелёная ✓ | 12        | ❌        |
| Соединённые Штаты Америки | Брайан Фьюри                    | Кикбоксинг                                                  | ❌        | ❌        | 1         | 1         | зелёная ✓ | зелёная ✓ | зелёная ✓ | зелёная ✓ |
| Соединённые Штаты Америки | Брюс Ирвин                      | Муай тай                                                    | ❌        | 1         | ❌        | ❌        | 1         | зелёная ✓ | ❌        | ❌        |
| Багамские Острова         | Вайолет                         | Джиткундо                                                   | ❌        | ❌        | ❌        | 125       | ❌        | ❌        | 512       | ❌        |
| Китай                     | Ван Цзиньжэй                    | Синъилюхэцюань                                              | 1         | 1         | ❌        | ❌        | 1         | зелёная ✓ | ❌        | ❌        |
| Франция                   | Виктор Шевалье                  | Супер-шпион в ближнем бою                                   | ❌        | ❌        | ❌        | ❌        | ❌        | ❌        | ❌        | зелёная ✓ |
| Флаг неизвестен           | Ворон                           | Армейский рукопашный бой                                    | ❌        | ❌        | 15        | ❌        | ❌        | ❌        | ❌        | зелёная ✓ |
| Япония                    | Ган Джек                        | Брутфорс                                                    | ❌        | ❌        | 1         | ❌        | 4         | ❌        | ❌        | ❌        |
| Япония                    | Ганрю                           | Сумо                                                        | 1         | 1         | ❌        | ❌        | 1         | зелёная ✓ | 8         | ❌        |
| Флаг неизвестен           | Гигас                           | Разрушительный импульс13                                    | ❌        | ❌        | ❌        | ❌        | ❌        | ❌        | зелёная ✓ | ❌        |
| Соединённые Штаты Америки | Гис Ховард14                    | Кобудо                                                      | ❌        | ❌        | ❌        | ❌        | ❌        | ❌        | 8         | ❌        |
| Флаг неизвестен           | Гон14                           | неизвестно                                                  | ❌        | ❌        | 17        | ❌        | ❌        | ❌        | ❌        | ❌        |
| Россия                    | Джек                            | Брутфорс                                                    | зелёная ✓ | 3         | ❌        | ❌        | ❌        | ❌        | ❌        | ❌        |
| Россия                    | Джек-2                          | Брутфорс                                                    | 4         | зелёная ✓ | 2         | ❌        | 4         | ❌        | ❌        | ❌        |
| Россия                    | Джек-4                          | Брутфорс                                                    | ❌        | ❌        | ❌        | 4         | 4         | ❌        | ❌        | ❌        |
| Япония                    | Джек-5                          | Брутфорс                                                    | ❌        | ❌        | ❌        | ❌        | зелёная ✓ | 3         | ❌        | ❌        |
| Россия                    | Джек-6                          | Брутфорс                                                    | ❌        | ❌        | ❌        | ❌        | ❌        | зелёная ✓ | ❌        | ❌        |
| Россия                    | Джек-7                          | Брутфорс                                                    | ❌        | ❌        | ❌        | ❌        | ❌        | ❌        | зелёная ✓ | ❌        |
| Россия                    | Джек-8                          | Брутфорс                                                    | ❌        | ❌        | ❌        | ❌        | ❌        | ❌        | ❌        | зелёная ✓ |
| Филиппины                 | Джози Рисаль                    | Эскрима                                                     | ❌        | ❌        | ❌        | ❌        | ❌        | ❌        | зелёная ✓ | ❌        |
| Соединённые Штаты Америки | Джулия Чан                      | Синъилюхэцюань, бацзицюань                                  | ❌        | ❌        | 1         | 1         | зелёная ✓ | зелёная ✓ | 8         | ❌        |
| Япония                    | Дзимпати Мисима                 | Карате                                                      | ❌        | ❌        | ❌        | ❌        | 6         | ❌        | ❌        | ❌        |
| Япония                    | Дзин Кадзама                    | Карате, синто-рю, корю, кёкусинкай                          | ❌        | ❌        | зелёная ✓ | зелёная ✓ | зелёная ✓ | зелёная ✓ | зелёная ✓ | зелёная ✓ |
| Япония                    | Дзюн Кадзама                    | Корю, айки-дзюдзюцу, дзюдзюцу, айкидо                       | ❌        | зелёная ✓ | 4         | 4         | 3         | ❌        | ❌        | зелёная ✓ |
| Россия                    | Доктор Босконович               | Паника                                                      | ❌        | 4         | 7         | 4         | 4         | ❌        | ❌        | ❌        |
| Япония                    | Дьявол                          | Сётокан                                                     | 12        | 1         | 4         | 4         | 4         | ❌        | зелёная ✓ | зелёная ✓ |
| Япония                    | Дьявол Дзин                     | Карате, синто-рю, корю, кёкусинкай                          | ❌        | ❌        | 4         | 4         | 1         | зелёная ✓ | зелёная ✓ | зелёная ✓ |
| Япония                    | Дьявол Кадзуми                  | Стиль карате Хатидзё и Мисима13                             | ❌        | ❌        | ❌        | ❌        | ❌        | ❌        | 6         | ❌        |
| Япония                    | Ёсимицу                         | Ниндзюцу, кэндзюцу                                          | зелёная ✓ | зелёная ✓ | зелёная ✓ | зелёная ✓ | зелёная ✓ | зелёная ✓ | зелёная ✓ | зелёная ✓ |
| Египет                    | Зафина                          | Каларипаятту                                                | ❌        | ❌        | ❌        | ❌        | ❌        | 11        | 8         | зелёная ✓ |
| Мексика                   | Истинный Огр                    | Гибрид стилей других персонажей                             | ❌        | ❌        | 1         | ❌        | 67        | ❌        | ❌        | ❌        |
| Япония                    | Кадзуми Мисима                  | Стиль карате Хатидзё и Мисима13                             | ❌        | ❌        | ❌        | ❌        | ❌        | ❌        | зелёная ✓ | ❌        |
| Япония                    | Кадзуя Мисима                   | Сётокан                                                     | зелёная ✓ | 1         | 4         | зелёная ✓ | зелёная ✓ | зелёная ✓ | зелёная ✓ | зелёная ✓ |
| Бразилия                  | Катарина Алвис                  | Сават                                                       | ❌        | ❌        | ❌        | ❌        | ❌        | ❌        | зелёная ✓ | ❌        |
| Мексика                   | Кинг I                          | Реслинг                                                     | зелёная ✓ | зелёная ✓ | 3         | ❌        | ❌        | ❌        | ❌        | ❌        |
| Мексика                   | Кинг II                         | Реслинг                                                     | ❌        | ❌        | зелёная ✓ | зелёная ✓ | зелёная ✓ | зелёная ✓ | зелёная ✓ | зелёная ✓ |
| Италия                    | Клаудио Серафино                | Магия экзорцизма в стиле Сириуса13                          | ❌        | ❌        | ❌        | ❌        | ❌        | ❌        | зелёная ✓ | зелёная ✓ |
| Флаг неизвестен           | Комбот                          | Мимикрия                                                    | ❌        | ❌        | ❌        | 1         | ❌        | ❌        | ❌        | ❌        |
| Бразилия                  | Кристи Монтейру                 | Капоэйра                                                    | ❌        | ❌        | ❌        | зелёная ✓ | зелёная ✓ | зелёная ✓ | ❌        | ❌        |
| Австралия                 | Крэйг Мардук                    | Вале-тудо                                                   | ❌        | ❌        | ❌        | зелёная ✓ | зелёная ✓ | зелёная ✓ | 8         | ❌        |
| Япония                    | Кума I                          | Кума Синкэн в стиле Хэйхати13                               | 1         | 1         | ❌        | ❌        | ❌        | ❌        | ❌        | ❌        |
| Япония                    | Кума II                         | Кума Синкэн в стиле Хэйхати13                               | ❌        | ❌        | 1         | 1         | 1         | зелёная ✓ | 12        | зелёная ✓ |
| Япония                    | Кунимицу                        | Ниндзюцу Мандзи13                                           | 1         | 1         | ❌        | ❌        | 5         | ❌        | ❌        | ❌        |
| Япония                    | Кунимицу II                     | Ниндзюцу Мандзи13                                           | ❌        | ❌        | ❌        | ❌        | ❌        | ❌        | 8         | зелёная ✓ |
| Флаг неизвестен           | Лаки Хлоя                       | Фристайл-данс, акробатика                                   | ❌        | ❌        | ❌        | ❌        | ❌        | ❌        | зелёная ✓ | ❌        |
| Швеция                    | Ларс Александерссон             | Сёриндзи-кэмпо                                              | ❌        | ❌        | ❌        | ❌        | ❌        | 11        | зелёная ✓ | зелёная ✓ |
| Германия                  | Лео Клисен                      | Бацзицюань                                                  | ❌        | ❌        | ❌        | ❌        | ❌        | 11        | зелёная ✓ | зелёная ✓ |
| Соединённые Штаты Америки | Лерой Смит                      | Вин-чун                                                     | ❌        | ❌        | ❌        | ❌        | ❌        | ❌        | 8         | зелёная ✓ |
| Япония                    | Ли Чаолан                       | Карате, джиткундо                                           | 1         | 1         | ❌        | 1         | зелёная ✓ | зелёная ✓ | 12        | зелёная ✓ |
| Польша                    | Лидия Собеска                   | Карате                                                      | ❌        | ❌        | ❌        | ❌        | ❌        | ❌        | 8         | 8         |
| Монако                    | Лили                            | Бартицу                                                     | ❌        | ❌        | ❌        | ❌        | 10        | зелёная ✓ | зелёная ✓ | зелёная ✓ |
| Китай                     | Лин Сяоюй                       | Багуачжан, пигуацюань                                       | ❌        | ❌        | зелёная ✓ | зелёная ✓ | зелёная ✓ | зелёная ✓ | зелёная ✓ | зелёная ✓ |
| Гонконг                   | Лэй Улун                        | Цзуйцюань                                                   | ❌        | зелёная ✓ | зелёная ✓ | 1         | зелёная ✓ | зелёная ✓ | 8         | ❌        |
| Соединённые Штаты Америки | Маршалл Ло                      | Джиткундо                                                   | зелёная ✓ | зелёная ✓ | 4         | зелёная ✓ | зелёная ✓ | зелёная ✓ | зелёная ✓ | зелёная ✓ |
| Канада                    | Мастер Рэйвен                   | Ниндзюцу                                                    | ❌        | ❌        | ❌        | ❌        | ❌        | ❌        | 12        | ❌        |
| Испания                   | Мигель Кабальеро Рохо           | Уличная драка                                               | ❌        | ❌        | ❌        | ❌        | ❌        | зелёная ✓ | 12        | ❌        |
| Япония                    | Михару Хирано                   | Багуачжан, пигуацюань                                       | ❌        | ❌        | ❌        | 12        | ❌        | ❌        | ❌        | ❌        |
| Соединённые Штаты Америки | Мишель Чан                      | Синъилюхэцюань, бацзицюань, кэмпо                           | зелёная ✓ | зелёная ✓ | 4         | ❌        | 3         | ❌        | ❌        | ❌        |
| Япония                    | Мокудзин                        | Мимикрия                                                    | ❌        | ❌        | 1         | ❌        | 1         | зелёная ✓ | ❌        | ❌        |
| Япония                    | Nancy-MI847J                    | неизвестно                                                  | ❌        | ❌        | ❌        | ❌        | ❌        | 6         | ❌        | ❌        |
| Соединённые Штаты Америки | Ниган14                         | неизвестно                                                  | ❌        | ❌        | ❌        | ❌        | ❌        | ❌        | 8         | ❌        |
| Ирландия                  | Нина Уильямс                    | Хапкидо, коппо                                              | зелёная ✓ | зелёная ✓ | зелёная ✓ | 1         | зелёная ✓ | зелёная ✓ | 12        | зелёная ✓ |
| Флаг неизвестен           | Ноктис Люцис Кэлум14            | неизвестно                                                  | ❌        | ❌        | ❌        | ❌        | ❌        | ❌        | 8         | ❌        |
| Мексика                   | Огр                             | Гибрид стилей других персонажей                             | ❌        | ❌        | 1         | 4         | 47        | ❌        | ❌        | ❌        |
| Китай                     | Панда                           | Кума Синкэн в стиле Хэйхати13                               | ❌        | ❌        | 12        | 12        | 125       | 5         | 12        | зелёная ✓ |
| Соединённые Штаты Америки | Пол Феникс                      | Дзюдо                                                       | зелёная ✓ | зелёная ✓ | зелёная ✓ | зелёная ✓ | зелёная ✓ | зелёная ✓ | зелёная ✓ | зелёная ✓ |
| Россия                    | Прототип Джек                   | Брутфорс                                                    | 1         | 1         | ❌        | ❌        | ❌        | ❌        | ❌        | ❌        |
| Республика Корея          | Пэк Тусан                       | Тэквондо                                                    | ❌        | 1         | ❌        | ❌        | 1         | зелёная ✓ | ❌        | ❌        |
| Австралия                 | Роджер                          | Армейский реслинг                                           | ❌        | 1         | ❌        | ❌        | 2         | ❌        | ❌        | ❌        |
| Австралия                 | Роджер-младший                  | Армейский реслинг                                           | ❌        | ❌        | ❌        | ❌        | 1         | зелёная ✓ | ❌        | ❌        |
| Флаг неизвестен           | Рэйвен                          | Ниндзюцу                                                    | ❌        | ❌        | ❌        | ❌        | зелёная ✓ | зелёная ✓ | ❌        | зелёная ✓ |
| Япония                    | Рэйна                           | Тайдо                                                       | ❌        | ❌        | ❌        | ❌        | ❌        | ❌        | ❌        | зелёная ✓ |
| Россия                    | Сергей Драгунов                 | Боевое самбо                                                | ❌        | ❌        | ❌        | ❌        | 10        | зелёная ✓ | зелёная ✓ | зелёная ✓ |
| Великобритания            | Стив Фокс                       | Бокс                                                        | ❌        | ❌        | ❌        | зелёная ✓ | зелёная ✓ | зелёная ✓ | зелёная ✓ | зелёная ✓ |
| Бразилия                  | Тайгер Джексон                  | Капоэйра                                                    | ❌        | ❌        | 12        | ❌        | 45        | ❌        | ❌        | ❌        |
| Таиланд                   | Фахумрам                        | Муай-тай                                                    | ❌        | ❌        | ❌        | ❌        | ❌        | ❌        | 8         | ❌        |
| Соединённые Штаты Америки | Форест Ло                       | Джиткундо                                                   | 4         | ❌        | зелёная ✓ | ❌        | 34        | 4         | ❌        | ❌        |
| Китай                     | Фэн Вэй                         | Нань-цюань                                                  | ❌        | ❌        | ❌        | ❌        | зелёная ✓ | зелёная ✓ | зелёная ✓ | зелёная ✓ |
| Республика Корея          | Хваран                          | Тэквондо                                                    | ❌        | ❌        | зелёная ✓ | зелёная ✓ | зелёная ✓ | зелёная ✓ | зелёная ✓ | зелёная ✓ |
| Япония                    | Хэйхати Мисима                  | Годзю-рю                                                    | 1         | зелёная ✓ | 1         | 1         | 1         | зелёная ✓ | зелёная ✓ | 8         |
| Саудовская Аравия         | Шахин                           | Армейский стиль                                             | ❌        | ❌        | ❌        | ❌        | ❌        | ❌        | 12        | зелёная ✓ |
| Бразилия                  | Эдди Горду                      | Капоэйра                                                    | ❌        | ❌        | зелёная ✓ | 12        | 12        | зелёная ✓ | 12        | зелёная ✓ |
| Флаг неизвестен           | Элиза                           | неизвестно                                                  | ❌        | ❌        | ❌        | ❌        | ❌        | ❌        | 9         | ❌        |

| Примечания                                                        |
| ----------------------------------------------------------------- |
| 1 ↑ Требуется открыть.                                            |
| 2 ↑ Отображается как альтернативный костюм для другого персонажа. |
| 3 ↑ Кратко упоминается в игре.                                    |
| 4 ↑ Эпизодическая роль в игре.                                    |
| 5 ↑ Копия/вариант персонажа.                                      |
| 6 ↑ Неиграбельный персонаж, босс.                                 |
| 7 ↑ Доступен в специальной версии игры.                           |
| 8 ↑ Доступен как загружаемый контент.                             |
| 9 ↑ Доступен в предзаказе.                                        |
| 10 ↑ Доступен в консольной версии Tekken 5: Dark Resurrection.    |
| 11 ↑ Доступен в консольной версии Tekken 6: Bloodline Rebellion.  |
| 12 ↑ Доступен в аркадной версии Tekken 7: Fated Retribution.      |
| 13 ↑ Вымышленное боевое искусство.                                |
| 14 ↑ Гостевой персонаж.                                           |
| 15 ↑ Враг в определённом режиме игры, неиграбельный персонаж.     |

## Ответвления
|                       | Ответвления    | Ответвления    | Ответвления      | Ответвления | Ответвления | Ответвления | Ответвления       | Ответвления     | Ответвления | Ответвления | Кроссоверы     | Кроссоверы              |
| Персонажи             | Card Challenge | Tag Tournament | Tag Tournament 2 | Revolution  | Advance     | Resolute    | 3D: Prime Edition | Card Tournament | Arena       | Mobile      | Namco X Capcom | Street Fighter X Tekken |
| --------------------- | -------------- | -------------- | ---------------- | ----------- | ----------- | ----------- | ----------------- | --------------- | ----------- | ----------- | -------------- | ----------------------- |
| Акума                 | Нет            | Нет            | Нет              | Нет         | Нет         | Нет         | Нет               | Нет             | Нет         | Да          | Да             | Да                      |
| Алекс                 | Нет            | Да25           | Да3              | Нет         | Нет         | Нет         | Нет               | Нет             | Нет         | Да          | Нет            | Нет                     |
| Алиса Босконович      | Нет            | Нет            | Да               | Да5         | Нет         | Нет         | Да                | Нет             | Нет         | Нет         | Нет            | Да                      |
| Ангел                 | Нет            | Да25           | Да13             | Нет         | Нет         | Нет         | Нет               | Нет             | Нет         | Нет         | Нет            | Нет                     |
| Анна Уильямс          | Да5            | Да             | Да               | Нет         | Нет         | Нет         | Да                | Нет             | Нет         | Да          | Нет            | Нет                     |
| Армор Кинг I/II       | Нет            | Да             | Да               | Да17        | Нет         | Нет         | Да                | Нет             | Нет         | Нет         | Да             | Нет                     |
| Асука Кадзама         | Нет            | Нет            | Да               | Да          | Нет         | Нет         | Да                | Да              | Нет         | Да5         | Нет            | Да                      |
| Боб Ричардс           | Нет            | Нет            | Да               | Да17        | Нет         | Нет         | Да                | Нет             | Нет         | Да          | Нет            | Да                      |
| Брайан Фьюри          | Да5            | Да             | Да               | Да5         | Нет         | Нет         | Да                | Нет             | Нет         | Да          | Нет            | Да                      |
| Брюс Ирвин            | Нет            | Да5            | Да               | Нет         | Нет         | Нет         | Да                | Нет             | Нет         | Да5         | Нет            | Нет                     |
| Вайолет               | Нет            | Нет            | Да13             | Нет         | Нет         | Нет         | Нет               | Нет             | Нет         | Нет         | Нет            | Нет                     |
| Ван Цзиньжэй          | Нет            | Да5            | Да               | Нет         | Нет         | Нет         | Да                | Нет             | Нет         | Нет         | Нет            | Нет                     |
| Ворон                 | Да5            | Нет            | Враг9            | Нет         | Нет         | Нет         | Нет               | Нет             | Нет         | Нет         | Нет            | Нет                     |
| Ган Джек              | Да5            | Да             | Нет              | Нет         | Да          | Нет         | Нет               | Нет             | Нет         | Нет         | Нет            | Нет                     |
| Ганрю                 | Нет            | Да             | Да               | Нет         | Нет         | Нет         | Нет               | Нет             | Нет         | Нет         | Нет            | Нет                     |
| Джейси                | Нет            | Нет            | Да               | Да17        | Нет         | Нет         | Нет               | Нет             | Нет         | Нет         | Нет            | Нет                     |
| Джек (2 и 7)          | Нет            | Да5            | Да               | Да          | Нет         | Нет         | Да                | Нет             | Нет         | Нет         | Нет            | Да                      |
| Джулия Чан            | Да5            | Да             | Видео8           | Нет         | Нет         | Нет         | Да                | Нет             | Нет         | Нет         | Нет            | Да                      |
| Дзимпати Мисима       | Нет            | Нет            | Да               | Босс6       | Нет         | Нет         | Нет               | Нет             | Нет         | Нет         | Нет            | Нет                     |
| Дзин Кадзама          | Да5            | Да             | Да               | Да17        | Да          | Да          | Да                | Да              | Да          | Да          | Да             | Да                      |
| Дзюн Кадзама          | Нет            | Да             | Да4              | Да17        | Нет         | Нет         | Нет               | Нет             | Нет         | Нет         | Нет            | Нет                     |
| Доктор Босконович     | Нет            | Нет            | Да13             | Нет         | Нет         | Нет         | Нет               | Нет             | Босс        | Нет         | Нет            | Нет                     |
| Древний Огр           | Да5            | Да5            | Да13             | Нет         | Нет         | Нет         | Нет               | Нет             | Нет         | Нет         | Да             | Да                      |
| Дьявол Дзин           | Нет            | Нет            | Да               | Да17        | Нет         | Нет         | Да                | Да              | Нет         | Нет         | Нет            | Нет                     |
| Дьявол/Дьявол Кадзуя  | Нет            | Да5            | Да2              | Да2         | Нет         | Нет         | Нет               | Нет             | Нет         | Нет         | Да             | Нет                     |
| Ёсимицу               | Да5            | Да             | Да               | Нет         | Да          | Да          | Да                | Да              | Нет         | Нет         | Нет            | Да                      |
| Зафина                | Нет            | Нет            | Да               | Нет         | Нет         | Нет         | Да                | Нет             | Нет         | Нет         | Нет            | Нет                     |
| Исаак                 | Нет            | Нет            | Нет              | Нет         | Нет         | Нет         | Нет               | Нет             | Нет         | Да          | Нет            | Нет                     |
| Истинный Огр          | Босс6          | Да5            | Да               | Босс6       | Нет         | Нет         | Нет               | Нет             | Нет         | Нет         | Нет            | Нет                     |
| Кадзуя Мисима         | Нет            | Да5            | Да               | Да          | Нет         | Да          | Да                | Да              | Да          | Да          | Нет            | Да                      |
| Катарина              | Нет            | Нет            | Нет              | Нет         | Нет         | Нет         | Нет               | Нет             | Нет         | Да5         | Нет            | Нет                     |
| Кинг II               | Да             | Да             | Да               | Да          | Да          | Да          | Да                | Нет             | Да          | Да          | Да             | Да                      |
| Киндзин               | Нет            | Нет            | Нет              | Босс16      | Нет         | Нет         | Нет               | Нет             | Нет         | Нет         | Нет            | Нет                     |
| Комбот                | Нет            | Нет            | Да3              | Нет         | Нет         | Нет         | Нет               | Нет             | Нет         | Нет         | Нет            | Нет                     |
| Кристи Монтейру       | Нет            | Нет            | Да               | Да17        | Нет         | Нет         | Да                | Нет             | Нет         | Да5         | Нет            | Да                      |
| Крэйг Мардук          | Нет            | Нет            | Да               | Нет         | Нет         | Нет         | Да                | Нет             | Нет         | Да5         | Нет            | Да                      |
| Кума II               | Да5            | Да5            | Да               | Да17        | Нет         | Нет         | Да                | Нет             | Нет         | Нет         | Нет            | Да                      |
| Кунимицу              | Нет            | Да5            | Да13             | Да17        | Нет         | Нет         | Нет               | Нет             | Нет         | Нет         | Нет            | Нет                     |
| Ларс Александерссон   | Нет            | Нет            | Да               | Да          | Нет         | Нет         | Да                | Нет             | Нет         | Нет         | Нет            | Да                      |
| Лео Клизен            | Нет            | Нет            | Да               | Да5         | Нет         | Нет         | Да                | Нет             | Нет         | Да          | Нет            | Нет                     |
| Летний Боб            | Нет            | Нет            | Нет              | Нет         | Нет         | Нет         | Нет               | Нет             | Нет         | Да5         | Нет            | Нет                     |
| Летняя Асука          | Нет            | Нет            | Нет              | Нет         | Нет         | Нет         | Нет               | Нет             | Нет         | Да5         | Нет            | Нет                     |
| Летняя Лили           | Нет            | Нет            | Нет              | Нет         | Нет         | Нет         | Нет               | Нет             | Нет         | Да5         | Нет            | Нет                     |
| Летняя Нина           | Нет            | Нет            | Нет              | Нет         | Нет         | Нет         | Нет               | Нет             | Нет         | Да5         | Нет            | Нет                     |
| Ли Чаолан             | Нет            | Да5            | Да               | Да17        | Нет         | Нет         | Да                | Нет             | Нет         | Да          | Нет            | Нет                     |
| Лили                  | Нет            | Нет            | Да               | Да          | Нет         | Нет         | Да                | Да              | Нет         | Да5         | Нет            | Да                      |
| Лин Сяоюй             | Да             | Да             | Да               | Да17        | Да          | Да          | Да                | Да              | Да          | Да5         | Нет            | Да                      |
| Лэй Улун              | Да5            | Да             | Да               | Нет         | Нет         | Нет         | Да                | Нет             | Нет         | Нет         | Нет            | Да                      |
| Маршалл Ло            | Нет            | Нет            | Да               | Да          | Нет         | Да          | Да                | Да              | Да          | Да5         | Нет            | Да                      |
| Мигель Кабальеро Рохо | Нет            | Нет            | Да               | Да17        | Нет         | Нет         | Да                | Нет             | Нет         | Нет         | Нет            | Нет                     |
| Михару Хирано         | Нет            | Нет            | Да13             | Нет         | Нет         | Нет         | Нет               | Нет             | Нет         | Нет         | Нет            | Нет                     |
| Мишель Чан            | Нет            | Да             | Да13             | Нет         | Нет         | Нет         | Нет               | Нет             | Нет         | Нет         | Нет            | Нет                     |
| Мокудзин              | Да5            | Да25           | Да               | Босс16      | Нет         | Нет         | Да                | Нет             | Нет         | Да6         | Да             | Нет                     |
| Неизвестная           | Нет            | Да34510        | Да13410          | Нет         | Нет         | Нет         | Нет               | Нет             | Нет         | Нет         | Нет            | Нет                     |
| Нина Уильямс          | Да             | Да             | Да               | Да17        | Да          | Да          | Да                | Да              | Да          | Да          | Нет            | Да                      |
| Панда                 | Да5            | Да25           | Да               | Нет         | Нет         | Нет         | Да                | Да              | Нет         | Да5         | Нет            | Нет                     |
| Пол Феникс            | Да5            | Да             | Да               | Да          | Да          | Да          | Да                | Да              | Да          | Да5         | Нет            | Да                      |
| Призрак               | Нет            | Нет            | Нет              | Нет         | Нет         | Нет         | Нет               | Нет             | Нет         | Босс6       | Нет            | Нет                     |
| Прототип Джек         | Нет            | Да5            | Да3              | Нет         | Нет         | Нет         | Нет               | Нет             | Нет         | Нет         | Да             | Нет                     |
| Пэк Тусан             | Нет            | Да             | Да               | Нет         | Нет         | Нет         | Да                | Нет             | Нет         | Нет         | Нет            | Нет                     |
| Родео                 | Нет            | Нет            | Нет              | Нет         | Нет         | Нет         | Нет               | Нет             | Нет         | Да          | Нет            | Нет                     |
| Роджер                | Нет            | Да5            | Видео8           | Нет         | Нет         | Нет         | Нет               | Нет             | Нет         | Нет         | Нет            | Нет                     |
| Роджер-младший        | Нет            | Нет            | Да               | Нет         | Нет         | Нет         | Да                | Нет             | Нет         | Нет         | Нет            | Нет                     |
| Руби                  | Нет            | Нет            | Нет              | Нет         | Нет         | Нет         | Нет               | Нет             | Нет         | Да5         | Нет            | Нет                     |
| Рэйвен                | Нет            | Нет            | Да               | Нет         | Нет         | Нет         | Да                | Нет             | Да          | Нет         | Нет            | Да                      |
| Себастьян             | Нет            | Нет            | Да13             | Нет         | Нет         | Нет         | Нет               | Нет             | Нет         | Нет         | Нет            | Нет                     |
| Сергей Драгунов       | Нет            | Нет            | Да               | Да17        | Нет         | Нет         | Да                | Нет             | Нет         | Да5         | Нет            | Нет                     |
| Стив Фокс             | Нет            | Нет            | Да               | Да5         | Нет         | Нет         | Да                | Нет             | Да          | Да5         | Нет            | Да                      |
| Тайгер Джексон        | Нет            | Да2            | Да3              | Нет         | Нет         | Нет         | Нет               | Нет             | Нет         | Нет         | Нет            | Нет                     |
| Тайгер Мияги          | Нет            | Нет            | Нет              | Нет         | Нет         | Нет         | Нет               | Нет             | Нет         | Да5         | Нет            | Нет                     |
| Тэцудзин              | Нет            | Да5            | Нет              | Босс16      | Нет         | Нет         | Нет               | Нет             | Нет         | Да6         | Нет            | Нет                     |
| Форест Ло             | Да5            | Да             | Да3              | Да          | Нет         | Нет         | Нет               | Нет             | Нет         | Нет         | Нет            | Нет                     |
| Фэн Вэй               | Нет            | Нет            | Да               | Да17        | Нет         | Нет         | Да                | Нет             | Босс        | Да5         | Нет            | Нет                     |
| Хваран                | Да             | Да             | Да               | Да17        | Да          | Нет         | Да                | Да              | Нет         | Нет         | Нет            | Да                      |
| Худой Боб             | Нет            | Нет            | Да13             | Нет         | Нет         | Нет         | Нет               | Нет             | Нет         | Нет         | Нет            | Нет                     |
| Хэйхати Мисима        | Да             | Да             | Да               | Босс6       | Да          | Нет         | Да                | Да              | Да          | Нет         | Да             | Да                      |
| Хэллоуин Драгунов     | Нет            | Нет            | Нет              | Нет         | Нет         | Нет         | Нет               | Нет             | Нет         | Да5         | Нет            | Нет                     |
| Шахин                 | Нет            | Нет            | Нет              | Нет         | Нет         | Нет         | Нет               | Нет             | Нет         | Да5         | Нет            | Нет                     |
| Шувавэй               | Нет            | Нет            | Нет              | Нет         | Нет         | Нет         | Нет               | Нет             | Нет         | Да5         | Нет            | Нет                     |
| Эдди Горду            | Да             | Да             | Да               | Нет         | Нет         | Нет         | Да                | Нет             | Нет         | Нет         | Нет            | Нет                     |
| Элиза                 | Нет            | Нет            | Нет              | Да17        | Нет         | Нет         | Нет               | Нет             | Нет         | Да5         | Нет            | Нет                     |
| Юэ                    | Нет            | Нет            | Нет              | Нет         | Нет         | Нет         | Нет               | Нет             | Нет         | Да5         | Нет            | Нет                     |

| Примечания                                   |
| -------------------------------------------- |
| 1 ↑ Только в обновлённой версии.             |
| 2 ↑ С изменённой внешностью.                 |
| 3 ↑ Играбельный только в консольной версии.  |
| 4 ↑ Играбельный босс.                        |
| 5 ↑ Открываемый персонаж.                    |
| 6 ↑ Неиграбельный босс.                      |
| 7 ↑ Обновлённый и открываемый персонаж.      |
| 8 ↑ Только в видеороликах.                   |
| 9 ↑ Враги только в определённом режиме игры. |
| 10 ↑ Неиграбельный в аркадной версии.        |

## Прочие медиа
| Персонаж              | Tekken: The Motion Picture | Tekken Comic | Теккен | Теккен: Кровная месть | Теккен 2 | Tekken: Blood Feud |
| --------------------- | -------------------------- | ------------ | ------ | --------------------- | -------- | ------------------ |
| Алиса Босконович      | Нет                        | Да           | Нет    | Да                    | Нет      | Да                 |
| Ангел                 | Нет                        | Нет          | Нет    | Нет                   | Нет      | Да                 |
| Анна Уильямс          | Да                         | Нет          | Да     | Да                    | Нет      | Да                 |
| Асука Кадзама         | Нет                        | Да           | Нет    | Нет                   | Нет      | Нет                |
| Боб Ричардс           | Нет                        | Да           | Нет    | Нет                   | Нет      | Нет                |
| Брайан Фьюри          | Нет                        | Нет          | Да     | Нет                   | Да       | Нет                |
| Брюс Ирвин            | Да                         | Нет          | Нет    | Нет                   | Нет      | Нет                |
| Ганрю                 | Да                         | Нет          | Нет    | Да                    | Нет      | Нет                |
| Джек-2                | Да                         | Нет          | Нет    | Нет                   | Нет      | Нет                |
| Джек-7                | Нет                        | Нет          | Нет    | Нет                   | Нет      | Да                 |
| Дзин Кадзама          | Да                         | Да           | Да     | Да                    | Нет      | Да                 |
| Дзюн Кадзама          | Да                         | Да           | Да     | Нет                   | Нет      | Нет                |
| Доктор Босконович     | Да                         | Нет          | Нет    | Нет                   | Нет      | Нет                |
| Дьявол                | Нет                        | Да           | Нет    | Нет                   | Нет      | Да                 |
| Дьявол Дзин           | Нет                        | Да           | Нет    | Да                    | Нет      | Да                 |
| Ёсимицу               | Нет                        | Нет          | Да     | Нет                   | Нет      | Да                 |
| Зафина                | Нет                        | Да           | Нет    | Нет                   | Нет      | Нет                |
| Кадзуя Мисима         | Да                         | Да           | Да     | Да                    | Да       | Да                 |
| Кинг                  | Нет                        | Нет          | Нет    | Нет                   | Нет      | Да                 |
| Кристи Монтейру       | Нет                        | Нет          | Да     | Нет                   | Нет      | Нет                |
| Крэйг Мардук          | Нет                        | Да           | Нет    | Нет                   | Нет      | Нет                |
| Ларс Александерссон   | Нет                        | Да           | Нет    | Нет                   | Нет      | Нет                |
| Лео Клисен            | Нет                        | Да           | Нет    | Нет                   | Нет      | Нет                |
| Ли Чаолан             | Да                         | Нет          | Нет    | Да                    | Нет      | Нет                |
| Лили де Рошфор        | Нет                        | Да           | Нет    | Нет                   | Нет      | Нет                |
| Лин Сяоюй             | Нет                        | Да           | Нет    | Да                    | Нет      | Да                 |
| Лэй Улун              | Да                         | Нет          | Нет    | Нет                   | Нет      | Нет                |
| Маршалл Ло            | Нет                        | Нет          | Да     | Нет                   | Нет      | Нет                |
| Мигель Кабальеро Рохо | Нет                        | Да           | Да     | Нет                   | Нет      | Нет                |
| Мишель Чан            | Да                         | Нет          | Нет    | Нет                   | Нет      | Нет                |
| Мокудзин              | Нет                        | Нет          | Нет    | Да                    | Нет      | Нет                |
| Нина Уильямс          | Да                         | Да           | Да     | Да                    | Нет      | Да                 |
| Панда                 | Нет                        | Да           | Нет    | Да                    | Нет      | Да                 |
| Пол Феникс            | Нет                        | Да           | Нет    | Нет                   | Нет      | Да                 |
| Пэк Тусан             | Да                         | Нет          | Нет    | Нет                   | Нет      | Нет                |
| Рэйвен                | Нет                        | Нет          | Да     | Нет                   | Нет      | Нет                |
| Сергей Драгунов       | Нет                        | Нет          | Да     | Нет                   | Нет      | Нет                |
| Стив Фокс             | Нет                        | Нет          | Да     | Нет                   | Нет      | Нет                |
| Хэйхати Мисима        | Да                         | Да           | Да     | Да                    | Да       | Да                 |
| Эдди Горду            | Нет                        | Да           | Да     | Нет                   | Нет      | Нет                |

## Дебютировавшие вTekken

### Анна Уильямс
Анна Уильямс (англ. Anna Williams, яп. アンナ・ウィリアムズ Анна Вириамудзу) — ирландский киллер. Является младшей сестрой Нины Уильямс. Известна постоянной враждой с Ниной и развязной манерой поведения.

### Армор Кинг I
Армор Кинг (англ. Armor King, яп. アーマー・キング А:ма: Кингу) — один из двух Армор Кингов, являющихся братьями. Таинственный темнокожий боец в маске чёрного одноглазого ягуара и в стальной броне, постоянно окутанный покровом таинственности. Правый глаз маски Армор Кинга зелёный, а левый — красный.
Член мексиканского племени, все представители которого носят маски ягуара. Её также носит Кинг. После роковой встречи, в которой оригинальный Кинг был принят в племя Армор Кинга, Армор Кинг бросил ему вызов. В то время как Армор Кинг был явно превосходящим Кинга борцом, ожесточённое сражение закончилось тем, что Кинг повредил левый глаз Армор Кинга и скрылся. Однако в начале второго турнира Армор Кинг и Кинг забывают о прежних разногласиях и становятся хорошими друзьями. Армор Кинг участвует в двух турнирах «Король Железного Кулака», но ни в одном не побеждает. Был убит Крэйгом Мардуком до событий Tekken 4.

### Ван Цзиньжэй
Ван Цзиньжэй (кит. 王驚雷 Ван Цзиньлэй, англ. Wang Jinrei) — старый мастер боевого стиля синъицюань, он является дедом Лин Сяоюй и другом Дзимпати. Его образ навеян мастерами боевых искусств из гонконгского кинематографа.

### Ганрю
Ганрю (яп. 巌竜 Ганрю:) был исключён из соревнований по сумо, после ставших известными махинаций в его пользу. Он борется с Ёсимицу, который побеждает его и крадёт его добытые нечестным путём деньги. Позже он работает на Кадзую Мисиму в Tekken 2. Ганрю влюбился в Мишель Чан — любовь, на которую Мишель не обращала внимания, полагая, что Ганрю отвратительный сумасшедший. После того, как Мишель победила его, и исчез его босс Кадзуя, Ганрю вернулся в Японию.

### Джек
Джек (англ. Jack, яп. ジャック Дзякку) — робот российского производства, вымышленный персонаж из серии игр Tekken. Является одним из самых популярных персонажей серии.

#### Разновидности
- Джек — Боевой человекоподобный робот, созданный в дзайбацу «Мисима», посланный на первый турнир железного кулака для ликвидации Кадзуи Мисимы.
- Прототип Джек (T1) — Опытный образец Джек. Запрограммирован Хэйхати Мисимой для противостояния Джеку.
- Джек-2 — боевой робот, созданный дзайбацу «Мисима», является развитой версией Джека. Вступает во второй турнир чтобы спасти дочь своего создателя — Джейн. Был разрушен неким доктором Абелем после турнира.
- Прототип Джек (T2) — Развитая версия Джека-2. Им же был и уничтожен. Первый робот из серии, получивший способность летать. Впоследствии все следующие модели получили эту способность.
- Ган Джек — является более продвинутой версией андроида, созданного Джейн в попытке восстановить её друга, Джека-2. В то время как ей удалось внедрить в него воспоминания Джека-2, он был разрушен орудийным огнём силами отряда Tekken Force после того, как он и Джейн пытались ворваться в лабораторию дзайбацу «Мисима».
- Джек-4 является модернизацией Ган Джека, созданный Джейн. Перед началом четвёртого турнира Джека-4 победил Кадзуя, и с помощью Корпорации G создал его клонов. Их появление отличается от традиционного тем, что они появились только в пятой части Tekken. Они более слабы, чем другие версии Джека, и способны к самоуничтожению.
- Джек-5 является модернизацией Джека-4, созданный Джейн, чтобы участвовать в Tekken 5. Его судьба в настоящее время неизвестна.
- Джек-6 — модернизация Джека-5, которая завершает сбор данных о схватках на пятом турнире «Король Железного кулака», и отправляется назад в лабораторию корпорации G. Джейн использует эти данные в своём исследовании для разработки более сложных алгоритмов сражений. Пока корпорация G воюет с дзайбацу «Мисима», массово произведённые робот Джек-5 приводятся в действие по всему миру. По неподтверждённым данным, дзайбацу «Мисима» начал выпуск аналогов единицы Джек для широкомасштабных массовых убийств. В ярости от того, что Джек скопирован, Джейн запускает усовершенствованную модель Джек-6, чтобы узнать правду.
- Джек-X — модернизация Джека-6. В Антарктиде находится Ящик Пандоры — могущественный артефакт неизвестного назначения. Сильнейшие бойцы со всего мира стремятся им завладеть. Понимая, что в одиночку победить будет очень трудно, бойцы попарно объединяются в команды. По сравнению с предыдущими версиями имеет: более быструю скорость полёта, большую мощность ракет, усиленную версию кулаков. Объединяется с Брайаном Фьюри, в результате чего обретает способность наносить удары электрическим током.[5]
- Джек-7 — модернизация Джека-6. Джек-7 создан в противовес Гигасу, чтобы выявить лучшую боевую модель.
- Джек-8 — модернизация Джека-7.

### Ёсимицу
Ёсимицу (яп. 吉光) — ниндзя, глава клана Мандзи. Когда-то он попытался ограбить лабораторию дзайбацу «Мисима», но потерял руку. Доктор Босконович сделал ему механический протез, и с тех пор Ёсимицу стал его помощником и телохранителем. Ёсимицу — единственный персонаж игры, который использует оружие (за исключением Кунимицу, которая также использовала оружие в Tekken 2 и Tekken Tag Tournament), и вместе с Полом Фениксом и Хэйхати Мисимой был во всех частях игры. Ёсимицу также фигурирует в игровой серии Soul Calibur, где его протез является деревянным, но при этом биография персонажа осталась неизменной. Это породило слухи о том, что Ёсимицу живёт ещё с 17 века.
Ёсимицу получил 10 место в рейтинге 10 лучших персонажей видеоигр всех времён по версии WeDoTech.net.

### Кадзуя Мисима
Кадзуя Мисима (яп. 三島 一八 Мисима Кадзуя) — один из главных персонажей серии файтингов Tekken (в первых двух — главный). Он является якудзой и носителем гена демона. Сэйю, озвучивающий Кадзую — Тосиюки Морикава, озвучивающий Сефирота в Final Fantasy VII и Мицуруги в серии SoulCalibur.

### Кинг I
Кинг (англ. King, яп. キング Кингу) — первый носитель маски ягуара, также известный боец луча либре (мексиканский рестлинг) из Мексики. Он воин племени борцов, носящих маски ягуаров. Участвовал в первом и втором турнирах. Друг Армор Кинга, хоть и повредил ему глаз. Был убит Огром до событий Tekken 3.

### Кума I
Кума (яп. クマ, букв. «медведь») — домашнее животное Мисимы. Обучаемый в стиле Мисима каратэ, Кума стал телохранителем Хэйхати. На первых двух турнирах Кума выступает, чтобы победить Пола Феникса, однако он проигрывает Полу в обоих турнирах, и вскоре умирает от своего хозяина, оставляя позади молодого детёныша, который станет телохранителем в будущем для Хэйхати.
Первоначально Кума был создан как шуточный персонаж, скрытый костюмом Джека. Однако впоследствии он завоевал столько поклонников, что создатели выделили его в отдельного персонажа и придали ему больше уникальных черт. Также появилась и Панда, которая изначально была шуточным костюмом для Кумы. Кацухиро Харада в интервью с фанатами серии заявил, что он рассматривает вопрос о выделении Панды в отдельного персонажа.
Противостояние Кумы и Пола Феникса — это отсылка к знаменитому мастеру кёкусин карате Вилли Вильямсу (также упоминается как отец Анны и Нины, на которого мечтает быть похожим Пол), который был известен тем, что участвовал в бою с медведем

### Кунимицу
Кунимицу (яп. 州光), также известная как «Дьявольская Кошка», была членом клана Мандзи Ниндзя во главе с Ёсимицу. Она потеряла свою японскую идентичность, когда присоединилась к группе, чтобы поддержать её анонимность. После вступления в клан она обучалась искусству ножа и технике дзю-дзюцу. Она оставалась с группой в течение нескольких месяцев, пока ряд мелкого воровства из фондов группы не послужил причиной к её увольнению. Она вошла в первый Tekken, намереваясь украсть индейское сокровище у Мишель Чан. На момент событий Tekken 7, имеет дочь, которая также носит её титул Кунимицу.

### Ли Чаолан/Вайолет
Ли Чаолан (кит. 李超狼 Ли Чаолань, англ. Lee Chaolan) — младший брат (приёмный) Кадзуи Мисима и дядя Дзина. Является китайцем по происхождению. Родители Ли умерли, вследствие чего ему пришлось развить скорость и навыки быстрых боевых искусств для выживания. Вскоре это в нём заметил Хэйхати и усыновил его. Ли воспитывался как замена Кадзуи, вследствие чего Ли жаждет во всём победить сводного брата и доказать приёмному отцу своё превосходство. Часто изображается как богатый парень с метросексуальной внешностью, является парнем Нины и Анны. В полнометражном аниме показан как самовлюблённый человек, маниакально стремящийся убить своего брата, но непосредственно в игре Ли более сдержан и положителен.

### Маршалл Ло
Маршалл Ло (англ. Marshall Law) — американец китайского происхождения, мастер джиткундо, также использует некоторые элементы ушу и карате. Лучший друг Пола Феникса. Известен как «Воин-повар». История Маршалла подаётся в юмористическом ключе. Имеет сына Фореста Ло, который заменял его в третьем турнире.
Первоначально Ло лелеет мечту открыть собственный ресторан китайской кухни в Чайна-тауне города Сан-Франциско, что ему и удаётся в четвёртой части. В начале пятого турнира ему звонит его сын Форест и сообщает, что Пол попал в аварию. Впоследствии Маршалла ещё и депортируют в США. В Америке он снова встречает Пола, который предлагает ему создать команду, чтобы выиграть в шестом турнире и заработать деньги на визу и ремонт мотоцикла. Маршалл отчаялся в попытках раздать долги сына Фореста и решил передать управление додзё способному бойцу.
Внешность, голос и поведение персонажа являются отсылкой к легенде боевых искусств Брюсу Ли, наряду с Лэем Улуном, — персонажем, основанным на другом известном китайском актёре боевиков Джеки Чане. В полнометражном фильме 2010 года его роль исполнил вьетнамский актёр Кунг Ле.

### Мишель Чан
Мишель Чан (англ. Michelle Chang) — полукитаянка-полуиндианка из Аризоны и приёмная мать Джулии Чан. Её отец был убит наряду с остальной частью племени силами Хэйхати Мисима, которые искали кулон, способный, предположительно, управлять и подчинять великие державы. Кулон был желанным для Хэйхати. Мишель вступила в турнир, чтобы отомстить за убийство её отца и племени. Мишель также столкнулась с Кунимицу. Мишель победила её и вернула амулет. Она быстро ушла из турнира, поскольку достигла того, что хотела, и хотя она не выигрывала турнир, Мишель была довольна тем, что другой человек (Кадзуя Мисима) победил Хэйхати.

### Нина Уильямс
Нина Уильямс (англ. Nina Willams, яп. アンナ・ウィリアムズ Нина Вириамудзу) — ирландский киллер, сестра Анны Уильямс. В первом турнире Нина была нанята для убийства Кадзуи Мисима, наряду с Брюсом Ирвином, Ганрю и Анной. После событий второго турнира она была помещена в анабиоз и искусственно оплодотворена. В результате на свет появился Стив Фокс. В четвёртом турнире она была нанята мафией для его убийства, но в конце не смогла убить собственного сына. Из-за пребывания в анабиозе Нина выглядит гораздо моложе своего настоящего возраста. В отличие от своей сестры она ведёт себя не так развязно, но при этом она более жестока.

### Пол Феникс
Пол Феникс (англ. Paul Phoenix) — американский байкер дзюдоист, друг Маршала Ло. Образ Пола во многом является пародией на стереотипного американца в японской культуре. Пол носит стереотипную для американцев причёску флэттоп и он блондин, высок (187 см), обладает внушительной мускулатурой и большим самолюбием, любит пиццу. В этом Пол похож на одного из главных героев Street Fighter Кэна Мастерса, кимоно Пола — также отсылка к этому персонажу. В игре Street Fighter X Tekken они изображены как соперники. Иероглиф на спине кимоно у Пола значит «красный» на китайском языке и «кровавый» на японском. Пол — один из тех персонажей, что присутствуют во всех частях игры, включая порты.
Хотя основной стиль Пола заявлен как дзюдо, основной его боевой стиль также включает мощную ударную технику каратэ кёкусинкай и некоторые элементы дзю-дзюцу, исчезнувшие из современного дзюдо. В боевом образе Пола также есть отсылки к американскому каратека Вилли Вильямсу, известному своей победой над медведем. Отсылки на это также имеются в противостоянии Пола Феникса с Кумой, пародирующем бой Вильямса с медведем.
Главная цель Пола — стать номером один среди мастеров боевых искусств, ради этого он путешествует по миру на мотоцикле. В турнирах участвует в основном чтобы поправить своё финансовое положение. Несмотря на то, что он всегда проигрывает в достижениях своему другу Маршаллу, ему всё-таки удаётся победить Огра. После победы над Огром Пол уезжает из Мексики, и только потом узнаёт, что Огр превратился в Истинного Огра и был побеждён другим человеком. Пол приходит в ярость и начинает увлекаться алкоголем. Впоследствии, узнав о продолжении турнира, он быстро приводит себя в форму и возвращается и побеждает Куму. В седьмом турнире сталкивается в поединке с Пандой.
Знаменитую причёску Пола можно приобрести создаваемым персонажам в Mortal Kombat: Armageddon и WWE SmackDown vs. Raw 2009 (как вариант причёски Гайла из Street Fighter), также Пол появляется на 17:52 за Стивом в фильме Теккен 2010 года.

### Хэйхати Мисима
Хэйхати Мисима (яп. 三島 平八 Мисима Хэйхати) — отец Кадзуи и дед Дзина, антагонист в первой и четвёртой частях игры, и один из главных героев на протяжении остальных игр. Он один из трёх самых первых персонажей Tekken, которые появлялись во всех частях (другие — Пол Феникс и Ёсимицу). Также наряду с Ёсимицу он является одним из двух персонажей, которые участвовали в серии игр Soul Calibur. Хэйхати является одним из самых популярных и узнаваемых персонажей игры и главный дизайнер и продюсер серии Tekken, Кацухиро Харада, называл его своим любимым персонажем. Хэйхати победил Кадзую во втором турнире, вернув себе дзайбацу «Мисима».

## Дебютировавшие вTekken 2

### Алекс
После похищения доктора Босконовича дзайбацу «Мисима», возглавляемым Кадзуей Мисимой, его заставляют проводить опыты с животными в генной инженерии. Алекс наряду с кенгуру Роджером был одним из созданных генно-модифицированных экземпляров. Он был создан на основе ДНК дромеозаврида. Кадзуя решил, что результат опытов оказался неудачным и планировал избавиться от экземпляров, но Алексу и Роджеру удалось сбежать. Они встретили Армор Кинга, который научил их смешанным единоборствам. Алекс вместе с Роджером участвовал во Втором турнире «Железного кулака». Дзюн Кадзама, инициировавшая арест Кадзуи в связи с его опасными экспериментами над животными, нашла во время турнира Алекса и Роджера, и отправила их в Австралию в целях их безопасности.
Алекс вместе с Роджером появляется в неканонической Tekken Tag Tournament и Tekken Tag Tournament 2 (в последней появляется сын Роджера — Роджер-младший). У Алекса и Роджера почти идентичные приёмы, однако в Tekken Tag Tournament 2 разработчики наделили Алекса несколькими новыми приёмами. Боевой стиль Алекса, Роджера и Роджера-младшего — единоборство коммандос — смесь реслинга и бокса.

### Ангел
Ангел — сверхъестественное существо, противоположное Дьяволу. Она представляет собой остаток всего того хорошего, что осталось в Кадзуе Мисиме после того, как им овладел Дьявол, но тем не менее она не является частью души Кадзуи. Ангел является некой загадочной сущностью. Она овладела силой, чтобы очищать пороки и балансировать милосердие и жестокость в Кадзуе.
Игровой процесс Ангела соответствует Дьяволу в Tekken 2 и Tekken Tag Tournament, однако в Tekken Tag Tournament 2 Ангел является уникальным персонажем с собственным боевым стилем, основанном на стиле Кадзуи и Дьявола Дзина.
Сэйю: Юка Кояма (TTT2)

### Брюс Ирвин
Брюс Ирвин (англ. Bruce Irvin) — полицейский из США.
Был направлен в Японию, чтобы расследовать преступления в дзайбацу «Мисима». Во время расследования Кадзуя Мисима организовал на Брюса покушение, в результате чего Брюс потерял память. Позже, воспользовавшись потерей памяти Брюса, Кадзуя нашёл его и нанял своим телохранителем. Брюс вступил в бой со своим бывшим напарником Лэем Улуном, который вступил в турнир, чтобы арестовать Кадзую. Затем Брюс вступил в пятый турнир «Король Железного кулака», чтобы проверить свои боевые навыки. Когда Дзин Кадзама возглавил дзайбацу «Мисима», Брюс Ирвин, работающий на корпорацию G, вступил в шестой турнир «Король Железного кулака», чтобы захватить Дзина.
Также появляется в Tekken: The Motion Picture, где противостоит Джеку 2.

### Пэк Тусан
Пэк Тусан (в японской транскрипции: Бек Ду Сан) (кор. 백두산) — учитель Хварана.
Пэк Тусан убил своего отца во время спарринга, после чего разгромил несколько додзё, среди которых был додзё Маршалла Ло. Пэк Тусан вступает во второй турнир «Король Железного кулака», где сходится в бою с Маршаллом и проигрывает ему. В дальнейшем его предположительно убивает бог войны Огр. Его ученик, Хваран, вступает в третий турнир «Король Железного кулака», чтобы отомстить за учителя и заодно взять реванш у своего друга Дзина Кадзамы. После турнира выясняется, что Пэк Тусан находился в коме и спустя некоторое время пробудился, после чего начинает обучать тэквондо будущих солдатов южнокорейской армии. После окончания Четвёртого турнира Короля Железного кулака Хварана арестовывает южнокорейская полиция и он узнаёт, что Пэк Тусан жив. Два месяца спустя он просит Хварана вступить в пятый турнир «Король Железного кулака» и вступает сам, чтобы проверить подготовку своих студентов. Позже он вступает в шестой турнир «Король Железного кулака», чтобы проверить собственные боевые навыки.
Имя Пэк Тусана соответствует названию самой высокой горы в Южной Корее Пэктусан.

### Дзюн Кадзама
Дзюн Кадзама (яп. 風間 準) — мать Дзина Кадзамы.
Дзюн — офицер организации защиты дикой природы WWWC. Её родные прозвали её «избранной». Имеет экстрасенсорные способности. WWWC отдала Дзюн распоряжение об аресте Кадзуи Мисимы за контрабанду животных, находящихся под охраной. Узнаёт о связи сверхъестественных способностей Кадзуи с геном Дьявола. Пытается уберечь Кадзую от связи с геном, но терпит неудачу. Вскоре у Дзюн рождается сын Дзин. Огр нападает на Дзюн и маленький Дзин пытается заступиться за мать, но Огр отталкивает Дзина и тот теряет сознание. Когда Дзин приходит в себя, он обнаруживает обрушившийся дом. Судьба Дзюн остаётся неизвестной.
Также появляется в Tekken Tag Tournament, Tekken Tag Tournament 2 и Tekken Revolution.
Дзюн практикует «Стиль боевого искусства Кадзама», основанный на айкидо, дзюдзюцу и айки-дзюдзюцу. В Tekken Tag Tournament носит костюм, основанный на каратеги.

### Лэй Улун
Лэй является сугубо комическим персонажем и во многом содержит пародию и отсылки на своего прототипа Джеки Чана. Так, стиль Лэя синьицюань и его приёмы во многом похожи на ранние фильмы Джеки Чана, такие как Пьяный мастер и Бесстрашная гиена (1 и 2), в том числе национальный костюм Лэя почти точно повторяет костюм Чана в этих фильмах. Основной костюм Лэя является отсылкой к другому известному амплуа Джеки Чана — роли детектива из Гонконга.
Лей появляется во второй части, чтобы арестовать Хэйхати. Впоследствии эта цель является главной для него во всех частях, добавляя личные конфликты — такие как с Фэн Вэем в Tekken 5 и Брайаном Фьюри в Tekken 3.

### Роджер/Роджер-младший
После похищения доктора Босконовича дзайбацу «Мисима», возглавляемым Кадзуей Мисимой, его заставляют проводить опыты с животными в генной инженерии. Роджер наряду с дромеозавридом Алексом был одним из созданных генно-модифицированных экземпляров. Он был создан на основе ДНК кенгуру. Кадзуя решил, что результат опытов оказался неудачным и планировал избавиться от экземпляров, но Роджеру и Алексу удалось сбежать. Они встретили Армор Кинга, который научил их смешанным единоборствам. Роджер вместе с Алексом участвовал во Втором турнире «Железного кулака». Дзюн Кадзама, инициировавшая арест Кадзуи в связи с его опасными экспериментами над животными, нашла во время турнира Роджера и Алекса, и отправила их в Австралию в целях их безопасности. Роджер жил в степях Австралии со своей женой и сыном — Роджером-младшим. Однажды Роджера похитили и Роджер-младший принял участие в Пятом турнире Король «Железного кулака», чтобы найти своего отца. Вскоре Роджер-младший выяснил, что его отец не был похищен. Жена Роджера присоединилась к Шестому турниру Король «Железного кулака» в надежде победить и поправить своё финансовое положение.
Роджер вместе с Алексом появляется в неканонической Tekken Tag Tournament и Tekken Tag Tournament 2 (в последней появляется сын Роджера — Роджер-младший). У Роджера и Алекса почти идентичные приёмы. Боевой стиль Роджера, Роджера-младшего и Алекса — единоборство коммандос — смесь реслинга и бокса.

## Дебютировавшие вTekken 3

### Брайан Фьюри
Брайан Фьюри (яп. ブライアン・フューリー Бурайан Фю:ри:) — бывший офицер интерпола, ныне — жестокий киборг. Брайан был начальником Лэя Улуна и Брюса Ирвина. Был убит на их совместном задании в Гонконге. Вскоре доктор Абель, работающий на Хэйхати, воскресил Брайана, сделав его киборгом. Это неизвестным образом повлияло на психику Брайана и вызвало в нём неумеренную жестокость и желание получить статус самого сильного бойца, уничтожив соперника. Вскоре Брайан был назначен капитаном отряда Tekken, но сбежал оттуда, по пути убив много солдат подразделения. После обновления своего тела доктором Босконовичем в конце 4-й части игры он окончательно сходит с ума, убивает доктора и сбегает из лаборатории. Он вступает в пятый турнир, чтобы проверить в бою производительность генератора, установленного Босконовичем в его тело. С этой же целью он позже вступает в шестой турнир. Его главным врагом становится Ёсимицу, который хочет отомстить за смерть доктора Босконовича. Наслаждаясь разрухой после войны между дзайбацу «Мисима» и корпорацией G, Брайан рушит всё на своём пути. Он встречает Боба, который направлялся на седьмой турнир, и вступает с ним в бой.
Образ Брайана основан на персонаже актёра Рутгера Хауера в фильме «Бегущий по лезвию», а также вдохновением послужила серия фильмов «Универсальный солдат». Брайан является одним из самых популярных персонажей Tekken среди европейских и американских фанатов игры, а также среди людей, практикующих муай тай, из-за ошибочного причисления Брайана в этому боевому стилю. Создатели же официально заявили, что Брайан практикует силовой кикбоксинг.

### Гон
Гон (яп. ゴン) присутствует только в консольной версии игры. Гон является чисто комедийным персонажем, он попал в игру по традиции Namco включать в порты эксклюзивных персонажей из фильмов и игр. В этом случае был добавлен Гон. Он также является героем собственной игры на SNES и популярной манги, по которой готовятся снять полнометражный фильм.

### Джулия Чан/Джейси
Джулия Чан — американка из Аризоны. Приёмная дочь Мишель Чан, которая научила её боевым искусствам, чтобы та помогала ей защищать родную землю. Джулия изучала археологию в прериях Мишель. Когда Джулии исполнилось 18 лет, до её племени дошли слухи об исчезновении бойцов по всему миру. Племя знало, что причиной исчезновений был бог войны Огр и боялось, что это может быть связано с кулоном Мишель Чан, который был у Хэйхати. Мишель отправилась в Японию к Хэйхати, чтобы забрать у него кулон, но не вернулась. Джулия вступила в Третий турнир «Железного кулака», чтобы узнать правду.
Опасаясь, что глобальная экосистема может угрожать её родной земле, Джулия присоединяется к группе учёных в области генетических исследований во главе с Профессором Т, работавшей на корпорацию G. Когда дзайбацу «Мисима» захватил корпорацию G, исследования приостановились. Чтобы добыть данные исследований, которые помогут спасти её родину, Джулия вступает в четвёртый турнир «Король Железного кулака», но терпит неудачу. Она делает ещё одну попытку, вступив в пятый турнир «Король Железного кулака», и добывает данные, после чего возвращается в Аризону, чтобы продолжить исследования. Она узнаёт, что Дзин и Кадзуя планируют схватку, и вступает в шестой турнир «Король Железного кулака», чтобы помешать им.
Появляется в неканонических Tekken Tag Tournament и Tekken Tag Tournament 2 (в последней — в образе Джейси), а также в Tekken Card Challenge и Street Fighter X Tekken в паре с Бобом. Появляется камео в игре-ответвлении Death by Degrees.
Джулия Чан использует стиль китайских боевых искусств. Техника боя и внешность во многом соответствуют Мишель Чан. В Tekken Tag Tournament 2 Джулия Чан предстаёт в образе Джейси с новой техникой боя, основанной на мексиканском реслинге Луча Либре.

### Дзин Кадзама
Дзин Кадзама (яп. 風間 仁 Кадзама Дзин, ромадзи: Jin Kazama) — главный персонаж серии Tekken. Начиная с третьей части является её ключевым действующим лицом и одним из наиболее узнаваемых персонажей серии: его изображение размещалось на упаковках консольных версий всех игр, начиная с Tekken 3, в которой он впервые появился. В 1997 году редакция японского журнала «Gamest» составила список наиболее популярных игровых персонажей, в котором Дзин занял 31-е место, разделив его с двумя героями серии Street Fighter. Первоначально его целью было сбежать от семьи Мисима, но впоследствии в его планы входит её полное уничтожение (с собой в том числе), в результате чего Дзин начинает изучать традиционное карате вместо семейного стиля. Дзин — трагический герой, но в то же время им всегда руководят положительные мотивы.

### Доктор Босконович
Доктор Джеппетто Босконович (яп. ドクター・ボスコノビッチ Докута: Босуконобитти) первоначально работал на дзайбацу «Мисима». Он родился гением и уже в 12 лет смог собрать баллистическую ракету. Во время первого Tekken клан ниндзя Мандзи, возглавляемый Ёсимицу, совершил набег на хранилище дзайбацу «Мисима». Во время набега Ёсимицу потерял руку (согласно сюжету игры Soulcalibur он уже был без руки) и был найден Босконовичем, который помог ему убежать. Он был похищен Кадзуей Мисимой во время набега отряда Tekken и был вынужден работать на него. Некоторые из его проектов были ориентированы на создание биологического оружия (Роджер и Алекс) и образец супероружия (Джек). Он начал операцию «Холодный сон» — проект сохранения тела его дочери при использовании Нины и Анны Уильямс как испытуемых. Позже он создал робота Алису по образу умершей дочери. Любимые занятия — шахматы и водка.

### Древний/Истинный Огр
Легендарный бог войны и боевых искусств. В Tekken 3 Хэйхати пытается с его помощью стать самым сильным человеком на земле. Огр является боссом игры в третьей части и боссом третьего уровня в мини-игре «Дьявол внутри» в Tekken 5.

### Кинг II
Кинг (яп. キング Кингу) — первого Кинга в третьей части убивает Огр. Второй Кинг решает участвовать в боях под его именем, чтобы содержать приют, но он проигрывает все бои. Армор Кинг тренирует второго Кинга и говорит ему, что Кинга убил Огр. Кинг решает принять участие в турнире, чтобы отомстить Огру и ради денег для приюта. Является одним из самых популярных персонажей серии. Так, IGN поместило его на пятое место в списке «Лучших вымышленных рестлеров в истории видеоигр.» В 2002 году, Кинг «участвовал» в «DDT’s Shinban~Judgement 6~» шоу. Это было осуществлено в рамках рекламы Tekken 4.
Кинги являются мастерами такого направление рестлинга как Луча Либре (рус. Свободная борьба). Частью этого боевого стиля также являются маски бойцов — одна из главных черт стиля. Её снятие является большим унижением для противника.

### Кума II
Кума II — медведь, телохранитель и питомец Хэйхати Мисимы. Впервые появился в Tekken 3, заменив своего отца Куму — персонажа первых двух частей.
Куму-младшего после смерти его отца воспитал Хэйхати. Кума интеллигентнее своего отца, но ленивее. Влюблён в Панду, но не получает взаимности. Находится в постоянном соперничестве с Полом Фениксом. Вступил в третий турнир «Король железного кулака», чтобы победить Пола, но терпит поражение. В четвёртом турнире «Король железного кулака», куда он вступил с этой же целью, одерживает победу над Полом. После смерти Хэйхати Кума пытается захватить Финансовую группу Мисима, возглавляемую новым владельцем Дзином Кадзамой, но терпит неудачу и отправляется Дзином в дикие края Хоккайдо, где встречается с Хэйхати. В Tekken 7 Хэйхати отправляет Куму с отрядом Tekken в Филиппины, чтобы они втёрлись в доверие к местным жителям после пережитого ими разрушительного тайфуна. Молодые жители Филиппин мечтают вступить в отряд Tekken и члены отряда назначают им встречу в лесу, чтобы принять в ряды. Одной из желающих вступить в отряд является Джози, с которой Кума вступает в поединок, чтобы проверить её физическую подготовку.
Также появляется в Tekken Card Challenge, Tekken Tag Tournament, Tekken 3D: Prime Edition, Tekken Tag Tournament 2, Tekken Revolution, в кроссовере Street Fighter X Tekken, где выступает в паре с Хэйхати. Фигурирует в PlayStation All-Stars Battle Royale как неиграбельный персонаж. Появляется в мультсериале Tekken: The Motion Picture, в комиксах Tekken Saga, Tekken 2 и Tekken Forever. Портрет Кумы фигурирует в одном из эпизодов мультфильма «Теккен: Кровная месть».
Кума II является гризли с коричневым мехом. Носит красный шарф и браслет на левой лапе. Владеет единоборством Кума Синкэн, являющимся вариантом каратэ семейства Мисима (ранее в единоборстве использовались некоторые приёмы моделей Джека), которому его обучил Хэйхати.

### Лин Сяоюй
Лин Сяоюй (кит. 凌 曉雨, яп. リン・シャオユウ Рин Шаою) — китаянка, появившаяся в Tekken 3 как 16-летний боец. Однокурсница Дзина Кадзамы, проявляющая к нему симпатию. В сюжетной линии Tekken играет вспомогательную роль, мешая семейству Мисима проворачивать тёмные дела.
В детстве Сяоюй опекал её дед — Ван Цзиньжэй. Он обучал её боевому искусству и возлагал на неё большие надежды, но разочаровался в ней из-за её взбалмошного поведения. После переезда с семьёй в Гонконг Сяоюй увидела яхту с надписью дзайбацу «Мисима» и узнала о соответствующей корпорации. Она запланировала найти Хэйхати Мисиму, чтобы тот помог ей воплотить её мечту — иметь свой собственный парк развлечений. Покинув свою семью, Сяо проникла на корабль Хэйхати, но была задержана его охраной. Она перебила всю охрану и добралась до Хэйхати, рассказав ему о своей мечте и пригрозив, что побьёт его, если он её не воплотит. Умилившись её подростковой наглостью, Хэйхати пообещал воплотить её мечту, если она выиграет третий турнир «Король Железного кулака».
Сяоюй поступила в Политехническую школу Мисима, где познакомилась с внуком Хэйхати Дзином и Михару Хирано, с которыми подружилась. Она привезла с собой свою дрессированную панду с таким же именем — Панда, которую Хэйхати, как и до этого своего медведя Куму, научил драться, и которая впоследствии стала оберегать свою хозяйку.
После третьего турнира «Король железного кулака» Сяоюй осталась полноценным членом корпорации дзайбацу «Мисима», где она жила, училась и тренировалась, но вскоре её жизнь ей показалась скучной и обыденной. Спустя 2 года ей пришло сообщение на электронную почту от анонима, в котором было написано, что Хэйхати нельзя доверять и он опасен для неё. Сяо была убеждена, что сообщение послал Дзин, который внезапно пропал после Третьего турнира. В это же время Хэйхати анонсировал четвёртый турнир «Король железного кулака». В надежде разоблачить дзайбацу «Мисима», Сяоюй вступила в турнир. В конце турнира Ёсимицу рассказал ей правду о корпорации и семействе. Узнав всё, Сяо посчитала своим долгом спасти семью Мисима. Она услышала, что существует учёный, который может изобрести машину времени, но у него не хватает денег. Она вступила в пятый турнир «Король железного кулака», чтобы выиграть деньги на машину времени. С помощью машины она планировала заглянуть в прошлое и узнать, что случилось с семьёй Мисима. После пятого турнира выясняется, что Хэйхати жив и Сяоюй узнаёт, что Дзин, будучи новым хозяином дзайбацу «Мисима», планирует убить его. Сяоюй вступает в шестой турнир «Король железного кулака», чтобы помешать Дзину. Она проникла в здание дзайбацу «Мисима» в поисках информации об исчезновении Дзина и столкнулась с Клаудио Серафино. После боя с ним она потребовала, чтобы он ей помог, и он соглашается, на самом деле планируя использовать её как приманку для Дзина.
Лин Сяоюй также появляется в Tekken 7, Tekken Card Challenge, Tekken Tag Tournament, Tekken Advance, Tekken R, Tekken Resolute, Tekken Bowl, Tekken Tag Tournament 2, Tekken Pachinko Slot 2, Tekken 3D: Prime Edition, Street Fighter X Tekken, Tekken Card Tournament, Tekken Revolution, Tekken Arena, CR Tekken, Tekken Pachinko Slot 3 и Galaga: TEKKEN Edition. В других играх Namco: Smash Court Tennis Pro Tournament 2, Project X Zone, Full Bokko Heroes X и Project X Zone 2. Доступна загружаемая раскраска Сяоюй и Алисы «Alisa & Xiaoyu» для Су-34 в игре Ace Combat: Assault Horizon и Ace Combat: Infinity. Костюм Сяоюй доступен как загружаемый контент в Soulcalibur V.
Помимо игр появляется в аниме Tekken: The Motion Picture. В мультфильме «Теккен: Кровная месть» наряду с Алисой Босконович является одним из главных героев.
Лин Сяоюй практикует китайское боевое искусство багуачжан. Её костюм является вариантом китайского платья ципао. Говорит на японском языке. С Tekken 3 по Tekken 6 (а также Tekken 3D: Prime Edition и Street Fighter X Tekken) её озвучивала сэйю Юми Тома. В Tekken Tag Tournament, Tekken 7, Tekken Tag Tournament 2, Tekken Revolution, Tekken: Blood Vengeance, Project X Zone и Project X Zone 2 её озвучивала Маая Сакамото.

### Мокудзин
Мокудзин (яп. 木人, буквально «деревянный человек») — волшебный тренировочный манекен (впоследствии оказавшийся духом-защитником леса), вырезанный из двухтысячелетнего дуба. У него нет своих приёмов, в каждом раунде он выбирает себе приёмы случайного бойца. Игра за Мокудзина — фактически игра с противниками вслепую, как, впрочем, и игра против Мокудзина. Иногда Мокудзин обзаводится дополнительными аксессуарами в зависимости от того, чьи приёмы копирует. Например, у него появляется хвост Роджера или катана Ёсимицу.

### Панда
Панда — панда, являющаяся питомцем и телохранителем Лин Сяоюй. Персонаж женского пола. Впервые появляется в Tekken 3 как сменная палитра для Кумы II. Согласно сюжету игры, Кума влюблён в Панду, но она не испытывает к нему взаимных чувств. Хэйхати обучил Панду боевым искусством Кума Синкэн, чтобы она защищала Лин Сяоюй. Панда участвует в седьмом турнире «Король железного кулака» в надежде встретить там свою хозяйку, которая занята поиском Дзина. В поединке сходится с Полом Фениксом.
Появляется в Tekken Card Challenge, Tekken Tag Tournament, Tekken 3D: Prime Edition, Tekken Tag Tournament 2 и мультфильме «Теккен: Кровная месть».
Техника боя Панды соответствует Куме II. В Tekken Tag Tournament 2 использует большинство оригинальных приёмов, отличных от Кумы. Носит оранжевые браслеты на обеих лапах.

### Тайгер Джексон
Тайгер Джексон (англ. Tiger Jackson) — неканонический персонаж. Впервые появился в Tekken 3 как сменная палитра для Эдди Горду. Собственной истории в игре не имеет. Задумывался как один из образов для Эдди Горду — неофициально считается его альтер эго, тем не менее в Tekken Tag Tournament 2 на Wii U указан как отдельный от Эдди персонаж.
Появляется в Tekken 3, Tekken Tag Tournament, Tekken Tag Tournament 2, появляется в эпизоде одного из уровней в Tekken 5: Dark Resurrection. Персонаж игры Pac-Man Fever.
Образ Тайгера Джексона основан на образе танцоров диско 90-х. Техника боя Тайгера полностью соответствует Эдди Горду и Кристи Монтейру, исповедующим капоэйра. В Tekken Tag Tournament 2 имеет собственные приёмы, отличные от Эдди и Кристи.

### Форест Ло
Форест Ло (англ. Forest Law) — сын Маршалла Ло. Американец китайского происхождения. Впервые появляется в Tekken 3. Гордый, добродушный, но наивный и недалёкий. Вместе с отцом тренируется в его додзё. Помогает ему содержать ресторан.
Как и отец, дружит с Полом Фениксом, который уговаривает его принять участие в Третьем турнире Короля Железного кулака.
Также появляется в Tekken Tag Tournament и Tekken Tag Tournament 2. Техника боя Фореста почти полностью соответствует Маршаллу. Образ Фореста, как и Маршалла, основан на актёре Брюсе Ли.

### Хваран
Хваран (кор. 화랑 Хваран, буквально «цветущий юноша») — корейский байкер и тхэквондист (ученик Пэк Тусана: наряду с ним — единственный персонаж, говорящий на корейском). Имя персонажа является отсылкой к историческим молодёжным элитным войскам Кореи. Он сбегает из армии и встречается с Дзином Кадзамой. После серии поединков с ним они становятся друзьями. Но при этом Хваран всегда стремится победить Дзина в поединке, чтобы доказать превосходство тхэквондо над карате Мисимы. Проигрывая ему во всех частях, впоследствии он побеждает Дзина перед шестым турниром. После исчезновения Дзина Хваран находит его в пустыне Дальнего Востока и вступает с его демонической формой в бой как с единственным по его мнению достойным соперником. После боя Хваран спасает Дзина от гранаты, брошенной бойцом разведывательной группы ООН.

### Эдди Горду
Эдди Горду (порт. Eddy Gordo, Эдди Горду) — персонаж игры Tekken. Впервые появился в третьей части этой игры. Он прежде всего известен лёгкостью в управлении и популярностью среди начинающих игроков, поэтому часто становится объектом шуток.
Эдди, как один из самых простых в освоении персонажей Tekken, получил большую популярность среди новичков серии. Так, благодаря «слепому нажатию кнопок» можно было пройти любые режимы игры на любой сложности. Это часто делало Эдди объектом шуток. Так, Дейн Кук упоминает Эдди в своём альбоме, Retaliation. Кук шутит о том, что когда кто-то бил по машине, он:
...летал в воздухе, как Эдди Горду из Tekken, когда вы не знаете как делать комбо и нажимаете кнопки наугад
Кук ссылается на тот факт, что многие новички серии Tekken выбирают Горду из-за его лёгкости и «натирают кнопки до дыр». Эдди критикуется за его лёгкое управление и популярность среди новичков. На MTV.com, он получил прозвище, «Эдди 'Кнопка-спаситель' Горду». В шуточной статье GameSpy Эдди Горду описывается как один из самых худших воинов в мире, также с замечанием, что «Эдди Горду — это худшее, что случалось с игроками за историю Tekken».
Во время интервью SkySports, профессиональный рестлер Кофи Кингстон заявил:
... Парни, Эдди Горду имеет очень много уникальных приёмов. Когда он был введён в серию Tekken, он был героем, все знали о нём
Он также заявил в интервью ESPN, что «я наблюдаю за Эдди Горду в» Tekken «и за его капоэйра, и я хотел бы взять многое из этого». Профессиональный рестлер, MVP назвал в честь него свой приём «злой умысел» (англ. Malicious Intent).

## Дебютировавшие вTekken Tag Tournament

### Неизвестная
Неизвестная (англ. Unknown) — душа, порабощённая «Лесным демоном». Впервые появляется в Tekken Tag Tournament в качестве босса. В Tekken Tag Tournament 2 также является боссом и представлена в качестве альтернативного образа Дзюн Кадзамы. В артбуке Tekken 6 Arcade Stick Bundle была обозначена как сестра Дзюн Кадзамы, порабощённая «Лесным демоном».
Техника боя Неизвестной соответствует Дзюн Кадзаме, за исключением некоторых особых приёмов, таких как удар шипами и огромными руками.

### Тэцудзин
Тэцудзин (яп. 鉄人 — «Железный человек») — неканонический персонаж. Впервые появляется в Tekken Tag Tournament. Похож на Мокудзина, но, в отличие от него, состоит из железа. Как и Мокудзин, Тэцудзин использует технику боя других персонажей.
В Tekken 5 является тренировочным манекеном. В Tekken Revolution является неиграбельным предпоследним боссом.

## Дебютировавшие вTekken 4

### Комбот
Комбот (яп. コンボット Конботто) — робот, созданный корпорацией Violet Systems по заказу Ли Чаолана. Этот персонаж был заменой Мокудзину в 4 части и вернулся в Tekken Tag Tournament 2.

### Кристи Монтейру
Кристи Монтейру (порт. Christie Monteiro) — внучка мастера капоэйры, обучавшего Эдди Горду во время тюремного заключения. Согласно сюжету игры, в тюрьме Эдди поклялся, что передаст искусство капоэйры Кристи. После возвращения с турнира в Tekken 3 Эдди отправился на её поиски и исполнил обещание, которое дал учителю. Уже через два года Кристи добилась впечатляющих успехов в боевом искусстве, но сам Эдди вскоре исчез, оставив лишь послание: «Я должен отомстить убийце моего отца». Кристи отправляется на поиски, и её единственная зацепка — «Турнир железного кулака» (Tekken 4). Таким образом, Кристи участвует в турнире вместо Эдди. Ещё во время разработки Tekken 3 дизайнер отметил, что движения капоэйры больше подошли бы женскому персонажу. В итоге, в Tekken 4 Кристи сменила Эдди Горду. Обозреватель GameDaily упоминает её в статье «Красотки Tekken» и пишет, что «никто не двигается так грациозно, как Кристи».
В дальнейшем Кристи участвует в турнире, чтобы добыть лекарство для своего деда, однако терпит неудачу.

### Крэйг Мардук
Крэйг Мардук (яп. クレイグ・マードック Курэйгу Ма:ддоку) — австралийский рестлер, боец вале-тудо. Обладает огромным ростом и мускулатурой. Смысл его жизни — всегда быть первым бойцом в мире. Его внешность и манера поведения списаны с известного австралийского рестлера и актёра Натана Джонса. В Tekken 4 он участвовал в пьяной драке в Аризоне, случайно убил человека и оказался в тюрьме. Однако за него внесли залог и он стал участником турнира. В Tekken 5 Мардук после победы стал нападать на различных мастеров боевых искусств. Во время одного из такого нападения он вышел на ринг перед началом боксёрского поединка и избил боксёров.

### Михару Хирано
Микхару Хирано (яп. 平野 美晴 Михару Хирано) — лучшая подруга Лин Сяоюй, также её одноклассница. В игре являлась отдельным персонажем, но отличалась от Лин только лицом и также повторяла её стиль боя и концовку.

### Стив Фокс
Стив Фокс (яп. スティーブ・フォックス Сути:бу Фоккусу) — английский чемпион по боксу, «неофициальный» сын Нины Уильямс — создан путём искусственного оплодотворения яйцеклетки Нины. Первый и единственный персонаж игры, который дерётся только руками. Взамен Стив имеет больше техник на уход от удара и уклонов. Является другом и спарринг-партнёром Лэя Улуна. Чемпион мира в среднем весе.

## Дебютировавшие вTekken 5иTekken 5: Dark Resurrection

### Армор Кинг II
Армор Кинг II (англ. Armor King II) — младший брат Армор Кинга. Впервые появляется в Tekken 6.
Вступает в шестой турнир «Король Железного кулака», чтобы отомстить Крэйгу Мардуку за убийство его старшего брата Армор Кинга.
Как и Армор Кинг, Армор Кинг II исповедует реслинг Луча Либре.

### Асука Кадзама
Асука Кадзама (яп. 風間 飛鳥 Кадзама Асу:ка) — родственница Дзюн и Дзина. Обучалась стилю защиты Кадзама. Имеет обострённое чувство справедливости, часто принимает на себя роль «линчевателя», разрешая местные конфликты и влезая в посторонние драки. Во время пятого турнира ей было 17 лет. Вступила в него, чтобы найти Фэн Вэя, который покалечил её отца. В шестой турнир вступает, чтобы наказать Дзина за то, что он развязал мировую войну. Является соперницей Эмили Рошфор, которую победила в пятом турнире. Вступила в седьмой турнир, чтобы взять реванш у Лили. После победы Лили сообщает, что купила додзё отца Асуки и переезжает туда жить вместе с Асукой, чтобы оградить её от разборок в клане Мисима.

### Дзимпати Мисима
Дзимпати Мисима (яп. 三島 仁八 Мисима Дзимпати) — отец Хэйхати, дед Кадзуи и, соответственно, прадед Дзина. Близкий друг Вана Цзиньжэя. Он является последним боссом пятой части игры. Когда-то, чтобы получить в свои руки дзайбацу «Мисима», Хэйхати заковал отца в цепи и запер под храмом, находящимся на горе Хоммару. Но из-за взрыва моделей Джека в Tekken 5 Дзимпати вырывается на свободу. Его душу пожирает Дьявол, из-за чего Дзимпати объявляет о начале пятого турнира «Железный кулак». чтобы его убил самый лучший боец, сумевший дойти до финала. В конце концов он был убит Дзином Кадзамой. Изначально Дзимпати выступает как пожилой человек с крайне накачанным телом, но впоследствии он принимает более демонический вид.

### Дьявол Дзин
Дьявол Дзин, или Девил Дзин, — персонаж игры Tekken, демоническая форма Дзина. Впервые он принимает её в эпилоге Дзина в третьей части игры. Впоследствии Дьявол Дзин был введён как игровой персонаж в 5 части, переняв многие комбинации и способности Дьявола Кадзуи из Tekken 2. Также он получил классический боевой стиль Дзина, в то же время стиль боя Дзина был изменён в сторону более традиционного карате. Впоследствии Дьявол был искусственно отделён от Дзина и стал отдельным игровым персонажем.
Первоначально Дьявол Дзин появлялся только в роликах Дзина. Но в 5 части он был введён как отдельный персонаж. Его образ был взят с Дзина из третьей части, также оттуда был взят его боевой стиль, стиль же Дзина был сменён в сторону более реалистичного традиционного карате. Демонические способности персонажа были взяты у Дьявола (демоническая форма Кадзуи), прежде всего лазер и большинство комбинаций.
Дьявол Дзин, в отличие от Дзина, является отрицательным персонажем. Так, превращаясь в Дьявола, перестаёт себя контролировать, и часто ему требуются усилие, чтобы не совершать злых поступков. Например, в своём эпилоге Дзин чуть не убивает своего отца и деда, и только духу его матери Дзюн удаётся вернуть его в сознание.

### Лили
Лили (яп. リリ Рири) — уроженка Монако и единственная дочь богатого и пацифистского нефтяного магната. Она проживает в очень роскошном пригородном особняке со своим отцом и дворецким Себастьяном. Её полное имя — Эмили́ де Рошфо́р. В возрасте четырнадцати лет она была похищена, но неожиданно выкинула из машины одного из своих похитителей. В тот момент она почувствовала удовольствие от победы над противником. Впоследствии, Лили разработала стиль уличной борьбы с движениями, базирующимися на бальных танцах. Из-за финансовых проблем корпорации отца Rochefort Enterprises Лили решает вступить в пятый турнир, чтобы получить денежный приз, но её побеждает Асука Кадзама и она вынужденно возвращается домой. Её отец является одним из главных финансовых конкурентов Хэйхати, и впоследствии Дзин выкупает его нефтяную компанию, что вынуждает Лили участвовать в шестом турнире «Железного кулака». Она также вступила в седьмой турнир, где ей снова противостояла Асука.
Лили также присутствует в Tekken Comic, где, как и в игре, является соперницей Асуки Кадзамы. Однако сюжет манги разительно отличается от сюжета шестой части игры (в манге Лили — странствующий мастер боёв без правил, путешествующий по всему миру, сражаясь с любым желающим). При этом её характер в манге также является иным (она ведёт себя очень капризно и регулярно совершает глупые поступки). Её слугой в манге вместо Себастьяна является Лео.
Лили можно одеть как Мису Аманэ из аниме Тетрадь смерти, Тифу Локхарт из Final Fantasy VII и Морриган из Darkstalkers. В Tekken 6 у Лили есть экстра-костюм, созданный Ито Огурэ. Он же является дизайнером экстра-костюма Асуки в Tekken 5.

### Рэйвен
Кодовое имя — Рэйвен (яп. レイヴン Рэйбун). Кроме шрама в форме «X» на его лице, его детали, включая возраст и национальность, неизвестны. Он был послан в 5 турнире для уничтожения дзайбацу «Мисима» и поимке Хэйхати и Кадзуи. В шестой части играет более важную роль (в частности, в режиме Scenario Campaign), где помогает главным героям. Некоторые фанаты отмечали сходство Рэйвена с актёром Уэсли Снайпсом (в частности из-за сильного сходства главного костюма Рейвена с образом главного героя фильма Блэйд, которого сыграл Снайпс), но создатели игры не подтвердили и не опровергли эти слухи.

### Сергей Драгунов
Сергей Драгунов (яп. セルゲイ・ドラグノフ Сэругэй Дорагунофу) — командир спецназа из России. Его боевой стиль — боевое самбо. Он считается символом страха на поле битвы, за своё подавляющее мастерство борьбы получивший имя «Белый ангел смерти» (англ. White Angel of Death). Впоследствии оказалось, что он имеет огромный талант как полководец и боец. Почти не говорит, изредка ограничиваясь фразами «Я уничтожу тебя», «Я устраню тебя», «Я всё улажу». Любит напевать песни.
Сергей Драгунов получает приказ от начальства захватить Дьявола Дзина. Он тайно проникает на пятый турнир «Король железного кулака», но не обнаруживает его. В России царит полная сумятица из-за многочисленных внутренних конфликтов и гражданских неурядиц. Скорее всего, они вызваны скрытыми действиями тайных агентов дзайбацу «Мисима». Драгунов сражается по всей стране для подавления беспорядков. Затем военное командование отзывает его и даёт приказ проникнуть на шестой турнир «Король железного кулака», чтобы разбить дзайбацу «Мисима». Таким образом, Драгунов снова отправляется в Японию. Драгунов принял участие в седьмом турнире «Король железного кулака» по армейскому приказу и столкнулся с Мастером Рэйвен — начальницей Рэйвена, которую пытается взорвать из танка.
Впервые данный персонаж появляется в части Tekken: Dark Resurrection, который являлся версией пятой части для консоли PSP. Драгунов, как и другой новый персонаж — Лили, — был отмечен как неуступающий по интересности и глубине старым персонажам серии. Драгунов заметно выделяется из стандартного образа советских и русских персонажей в видеоиграх. В обзоре на Tekken 6 журналист издания GameSpot описал Драгунова как «выглядящего как эмо-нацист». В российском игровом издании DTF заявили, что несмотря на русское имя, Драгунов выглядит как человек «внеземного происхождения». В одном из интервью создатель Tekken Кацухиро Харада признался, что разработчики создали Драгунова в противовес образу Лили. «Лили — светлая девушка, так что нужен был кто-то злой и мрачный». А загадочным персонаж получился, потому что «Россия для японцев — страна-загадка».
Сэйю: Кэнъити Мородзуми (T5:DR—T7).

### Фэн Вэй
Фэн Вэй (кит. 馮 威 Фэн Вэй) — немногословный боец китайского происхождения.
Ещё мальчиком Фэн Вэй был обучен одному из стилей китайского кэмпо, также известному как синкэн (буквально — «Кулак Бога»). К 20-ти годам он стал наиболее сильным учеником за всю историю монастыря и убил своего учителя. Позже он узнал о существовании свитка Дракона, дарующего своему хозяину нечеловеческую силу, и отправился на его поиски. Смысл его жизни — стать самым сильным воином на Земле. Для этого Вэй часто атакует различные школы единоборств — в том числе додзё отца Асуки. Является злейшим врагом Лэя Улуна. Образ персонажа был взят с известного китайского актёра и бодибилдера Боло Йена. В варианте своей истории Фэн побеждает Улуна и смеётся над его стилем. Затем он побеждает Асуку, но не трогает её, так как считает несерьёзным противником. Затем он убивает Дзимпати, получает свиток стиля дракона и становится самым сильным воином на Земле. Сразившись с мастерами многих боевых искусств, Фэн Вэй вернулся на тренировочную базу своего детства, чтобы продолжить тренировки. Однажды к нему пришёл таинственный мужчина, который бросил ему вызов, и Фэн принял его.
Фэн Вэй является китайцем, но говорит на японском. Стиль Фэна во многом напоминает традиционное китайское ушу.
В интервью на «Игромире 2016» Кацухиро Харада признался, что из персонажей Tekken помимо Хэйхати ему нравится Фэн Вэй.

## Дебютировавшие вTekken 6иTekken 6: Bloodline Rebellion

### Азазель
Азазель (яп. アザゼル Адзадзэру) дебютирует в Tekken 6 как главный босс. Вероятно его назвали в честь знаменитого демона из мифологии.
Он является продуктом первородного зла из могилы, охраняемой Зафиной, и будет выпущен на волю, если соединятся 2 злые звезды.
Как заявляют авторы, персонаж был списан с египетского бога хаоса и разрушения Сета. Является носителем ядра дьявола (ядро дьявола обладает способностью наделять человека геном дьявола, а обладающего им — забирать).

### Алиса Босконович
Алиса Босконович (яп. アリサ・ボスコノビッチ Ариса Босуконобитти) — боевой андроид, созданный доктором Босконовичем по образу его умершей дочери.

### Роберт «Боб» Ричардс/Худой Боб
Боб (яп. ボブ Бобу) — борец, который прибыл из США и известен как легенда боевых искусств. Однако из-за неспособности победить более крупных противников он пускается в бега на несколько лет.
С турниром Tekken 6 Боб наконец возвращается и ошеломляет всех своей новой фигурой, напоминающей крайне тучного человека. Хотя Боб утверждает, что спроектировал своё тело, чтобы увеличить вес и силу, поддерживая его скорость, немногие поверили ему, и большинство его поклонников потеряли веру и уважение к нему. Чтобы проверить свою новую силу и возвратить популярность, Боб входит в шестой турнир. Он решает принять участие в седьмом турнире, чтобы доказать, что он лучший боец на свете, но на пути к арене он сталкивается с Брайаном Фьюри, с которым вступает в бой.
Харада описывает Боба как бойца «фристайл карате из США».
Боб попал на 10 место в списке журнала GameDaily «10 самых уродливых персонажей компьютерных игр».

### Ларс Александерссон
Ларс Александерссон (яп. ラース・アレクサンダーソン Ра:су Арэкусанда:сон) — солдат шведско-японского происхождения. Бывший офицер военного подразделения дзайбацу «Мисима» — отряда Tekken. Ныне является лидером восставшего войска «Игдрассиль» против финансовой корпорации «Мисима». Он — внебрачный сын Хэйхати Мисимы, и никто кроме него самого об этом не знает. В шестой части серии он становится главным героем игры. Учитывая то, что он сын Хэйхати, история семьи Мисима остаётся главным сюжетным корнем игры. Ларс является только наполовину японцем и носит фамилию матери. Альтернативный костюм Ларса создан Масаси Кисимото — создателем Наруто.

### Лео Клисен
Лео (яп. レオ Рэо), полное имя Элеонора Клисен (яп. エレオノール・クリーゼン Ereonōru Kurīzen), — сын всемирно известного спелеолога и учёной-исследовательницы из корпорации G Эммы Клисен. Её отец исчез, когда Лео был ещё ребёнком, но, несмотря на это, Лео стремится стать точно таким же как он. Он растёт, чтобы быть великим человеком, но внезапно мать Лео убивают, и в этом подозревается Кадзуя Мисима. Дабы найти ответы на свои вопросы, Лео вступает в турнир.
Разработчик Tekken и исполнительный продюсер Tekken 6 Кацухиро Харада описывает Лео как «практикующего бацзицюань из Германии, чей отец — известный спелеолог». Также со времени анонса персонажа до сих пор не утихали споры о половой принадлежности персонажа, так как голос и внешность, которыми обладал Лео, могли быть как у девушки, так и у парня (бисёнэн). Масла в огонь добавляла биография персонажа, выполненная в нейтральных выражениях без упоминания пола и отсутствие у Лео предметов одежды, которые бы открывали хоть часть торса. В игре Лео пользовался мужскими анимациями проигрыша и контрударов, также в артбуке он был объявлен мужчиной. В августе 2011 года Кацухиро Харада заявил, что Лео — девушка по имени Элеонора Клисен. В Tekken 7 Лео представили как мужского персонажа.

### Мигель Кабальеро Рохо
Будучи вынужден оставить дом его родителей в возрасте 15 лет для того, чтобы постоянно участвовать в поединках, Мигель Кабальеро Рохо (яп. ミゲル・カバジェロ・ロホ Мигэру Кабадзэро Рохо) находит приют в баре. Однажды его сестра сообщает ему, что она скоро выйдет замуж, и Мигель собирается убить её будущего мужа, но передумывает, опасаясь разбить сердце сестры. Но во время свадьбы молодожёны были убиты силами Tekken и Мигель решает вступить в турнир. Когда он проходит турнир и пытается убить Дзина, тот скрывается на вертолёте. В поисках Дзина он всё же находит его и вступает с ним в бой, побеждая его, но не решаясь добить, отложив на то время, когда Дзин «будет полон надежд».
Разработчик Tekken и исполнительный продюсер Tekken 6 Кацухиро Харада описывают Мигеля как «скандалиста из Испании». Его внешность напоминает тореадора. Так же как и Лили он не обладает знанием стилей единоборств и пользуется своим «уникальным стилем». Его роль исполнил Роджер Уэрта в экранизации игры в августе 2009 года. Мигель — единственный персонаж шестой части, участвующий в фильме.

### NANCY-MI847J
Nancy-MI847J — бонусный неигровой робот-босс. Появляется только в аркадной игре. Часто ошибочно считается частью Джек-серии. Разработана дзайбацу «Мисима» для охраны Дзина Кадзамы.

### Зафина
Зафина родилась в духовной семье с родословной, восходящей к древним временам. С юных лет наделённая сверхсилами, Зафина (яп. ザフィーナ Дзафина) воспитывалась воином, призванным охранять склеп королевской семьи. Несколько лет назад, когда склеп подвергся нападению иностранной группировки, Зафина единолично справилась с бандитами. С тех пор старейшина рода назначил её главной стражницей клана. В общественной жизни Зафина использует свой потенциал, занимаясь астрологией и прорицанием. Однако в последнее время знамения зла стали проявляться во всех её предсказаниях. Тревога Зафины возрастает, и она обращается за советом к старейшине. Он рассказывает ей о древнем предании, известном лишь немногим избранным. Согласно легенде, если встретятся две «звезды тьмы», то падёт волшебный затвор, веками охраняемый кланом Зафины, и миру настанет конец. Услышав это пророчество, Зафина отправляется на восток, где должны встретиться «звёзды тьмы», чтобы остановить их, пока не случится катастрофа. В Tekken 7 Зафина исполнила священный ритуал, чтобы поймать дух Азазеля в собственное тело и остановить воскрешение демона, и теперь пытается излить кровь дьявола.
Зафина практикует индийское боевое искусство каларипаятту. В Tekken 7 Зафина получает шар Азазеля, его силу, запечатанную в руке, и демоническую сущность. Разработчик Tekken и исполнительный продюсер Tekken 6 Кацухиро Харада описывает её как «персонажа женского пола из Ближнего Востока, который использует древние искусства убийства».

## Дебютировавшие вTekken Tag Tournament 2

### Себастьян
Впервые появляется в Tekken 5: Dark Resurrection в концовке Лили, и появляется в качестве играбельного персонажа в Tekken Tag Tournament 2. Пожилой слуга Эмили Де Рошфор Себастьян всюду следует за своей хозяйкой (что можно подтвердить некоторыми победными фразами самой Лили, где она обращается непосредственно к своему слуге). В сюжете Себастьян играет эпизодическую роль, выступая в частности как заместитель отца Лили, так как восхищается всеми её поступками.

## Дебютировавшие вTekken Revolution

### Элиза
Элиза — женщина-вампир. Она была одной из десяти персонажей, по которым был проведён опрос для добавления в игру.
Элиза — могущественный и бессмертный вампир, которая существует более 1000 лет. Однажды она решила немного вздремнуть и проспала 600 лет. Она спала в гробу в Монако, когда семья Де Рошфор начала строительство особняка над подвалом, где находился гроб. Когда она пробудилась, то обнаружила, что вампирская сила практически покинула её. В попытке восстановить её Элиза выпила кровь нескольких жертв, но этого оказалось мало. Она предположила, что вернуть способности полностью ей поможет кровь человека выдающейся духовной силы. Тогда Элиза отправилась в штаб-квартиру клана экзорцистов, которые когда-то доставляли ей массу хлопот и не давали охотиться по ночам, в надежде найти кого-то из их потомков и выпить кровь.
Элиза говорит на английском. Лили считает её своей сестрой, несмотря на тысячелетнюю разницу в возрасте.
У Элизы во время боя периодически возникают приступы сна, но в то же время она способна восстанавливать здоровье. В Tekken 7 у Элизы появился ряд элементов боевого стиля Акумы, таких как атаки в прыжке и срывы атаки, а также появился специальный индикатор спецударов Super/EX/Focus подобно Street Fighter IV. Боевой стиль Элизы также состоит из ряда сверхспособностей, таких как телепортация, телекинез и метание подземной энергетической волной.

### Киндзин
Киндзин (яп. 金人 Киндзин, пер. «Золотой человек») — секретный неиграбельный босс в Tekken Revolution. Раньше он также появлялся в Tekken Tag Tournament как секретный костюм для Тэцудзина, однако по неизвестным причинам носил имя Тэцудзина. В Tekken Revolution он выглядит так же, как в Tekken Tag Tournament, однако он стал носить очки, усы, корону, галстук-бабочку и плащ. Он появляется как секретный суб-босс на 7 этапе в аркадном режиме в Tekken Revolution.

## Дебютировавшие вTekken 7иTekken 7: Fated Retribution

### Акума
Акума (в Японии — Гоки) — японский мастер боевых искусств, овладевший тёмными силами Сацуи-но-Хадо. Является гостевым персонажем из Street Fighter.
Кадзуми просит Акуму найти и убить её мужа Хэйхати и сына Кадзую перед её смертью. Акума соглашается.
Акума в Tekken располагает многими приёмами из Street Fighter, такими как «гохадокэн», «сакунэцу хадокэн», «го шорюкэн», «тацумаки дзанкяку», «дзанку хадокэн», «хяккишу», «асура сэнку» и «син сун гоку сацу».

### Гигас
Гигас — огромный краснокожий гуманоид.
Гонка вооружений между дзайбацу «Мисима» и корпорацией G подтолкнула последнюю к разработке новой модели клонированных гуманоидов для использования в военных целях в противовес новым моделям Джека, разрабатываемым конструкторами дзайбацу «Мисима» во главе с Джейн. Суть разработки моделей Гигаса в многократном усилении физических данных бойцов, что превращает их в свирепых монстров. Для тестирования новой модели корпорация G регистрирует Гигаса в седьмой турнир «Король железного кулака». Гигас испытывает симпатию к Катарине Алвис.
Гигас одет в кибернетический костюм. Его боевой стиль — «разрушительный импульс».

### Гис Ховард
Гис Ховард (яп. ギース・ハワード Гису Хавадо; англ. Geese Howard) — американский мастер боевых искусств. Гостевой персонаж из серии игр Fatal Fury компании SNK, а также других игр компании — Art of Fighting и The King of Fighters, появившийся в Tekken 7: Fated Retribution. Криминальный босс Саут-тауна.
В трейлере Гис Ховард хочет, чтобы Хэйхати Мисима уступил ему власть.

### Джози Рисаль
Джози Рисаль — девушка из Филиппин.
Джози — плакса с младенчества. Её родители, изучавшие боевые искусства, настояли на том, чтобы дочь тоже обучилась каким-либо единоборствам. Несмотря на её нежелание к тренировкам, она обучилась филиппинскому кикбоксингу эскрима, чтобы угодить родителям. Зарабатывая на жизнь будучи кикбоксером и моделью, она хотела тем самым заработать денег, чтобы помочь семье. Когда огромный тайфун обрушился на её город, дзайбацу «Мисима» пришла к городу на помощь. Корпорация вдохновила Джози, и она решила вступить в отряд Tekken. Однажды, гуляя в лесу, она столкнулась с Кумой и вступила с ним в поединок.
Практикует филиппинское боевое искусство эскрима в сочетании с филиппинским кикбоксингом Яв-Ян. Имя Джози Рисаль перекликается с именем национального героя Филиппин Хосе Рисаля. Джози создана дизайнером Мари Симадзаки — создателем персонажей для игры Bayonetta.

### Кадзуми Мисима/Дьявол Кадзуми
Кадзуми Мисима — жена Хэйхати и мать Кадзуи. Является боссом в Tekken 7.
Кадзуми и Хэйхати были друзьями детства, что, в дальнейшем, переросло в любовь. У них родился сын, которого они назвали Кадзуей. Спустя много лет Хэйхати основал масштабный конгломерат «Мисима» с намерениемм завоевать мир. Он начал захватническую войну, а Кадзуми попыталась остановить его и была сброшена им со скалы в раскалённую лаву.
Ранее была упомянута в Tekken 2 — в уровне Хэйхати, в котором её имя вместе с именем Хэйхати в стиле айайгаса было написано на половице, а также в неканоническом аниме Tekken: The Motion Picture, в котором Кадзуми была упомянута как мать Кадзуи, умершая после его рождения.
В аркадной версии Tekken 7 Кадзуми и Дьявол Кадзуми являются неиграбельными.
Боевой стиль Кадзуми — стиль каратэ Хатидзё, похожий на стиль каратэ Мисима. Способна левитировать и натравливать тигра на противника. Дьявол Кадзуми приобретает возможность также стрелять лазерами.

### Катарина Алвис
Катарина Алвис — бразильянка, практикующая французское боевое искусство сават. Её описывают как «наглую болтушку».
Катарина была удочерена в юном возрасте после гибели своих родителей. Один мужчина принял её под своё крыло. Несмотря на то, что отношения с отчимом у Катарины поначалу были напряжённые, спустя некоторое время они потеплели. Однажды отчим пропал без вести и Катарина, увидев объявление о наборе в седьмой турнир «Король железного кулака», отправилась заработать денег, чтобы найти отчима. Она сталкивается в бою с Гигасом, который начинает испытывать к ней симпатию.

### Клаудио Серафино
Клаудио Серафино — экзорцист из Италии, стрелок Сириуса. Работает в организации «Анти-Дьявол», борющейся с угрозой гена дьявола.
«Стрелки Сириуса» — группа экзорцистов, которая с самых древних времён посвятила свои жизни изгнанию из этого мира сверхъестественных сущностей. Несмотря на попытки организации оставаться в тени, о ней узнали в дзайбацу «Мисима» и пригласили присоединиться к их конгломерату, но Клаудио и остальные главы организации отказали им. Дзайбацу «Мисима» начали оказывать давление на стрелков, после чего их глава Клаудио Серафино начинает расследование, чтобы выяснить мотивы корпорации.
Клаудио Серафино владеет магией Сириуса. У него есть тату, обведённое вокруг левого глаза и на правой руке, которая светится голубым огнём во время боя. Также он стреляет из магического лука.

### Лаки Хлоя
Лаки Хлоя (англ. Lucky Chloe) — девочка-тинейджер, одетая в «костюм котика» с кошачьими ушками, лапками и хвостом. Является отаку — поклонницей аниме и манги.
Когда Хлоя была ребёнком, родители взяли её с собой на Japan Animator EXPO, тем самым приобщив её к японской идол-культуре. С тех пор она сама захотела стать идолом, выбрав себе имя Лаки Хлоя. Надев собственноручно созданный костюм, она вышла на ринг, чтобы показать всему миру свои уникальные танцевальные навыки и подвинуть других идолов. Она быстро стала всемирно известной, когда её танец стал популярным на YouTube. С тех пор она начала сотрудничество с корпорацией G, подписав с ними контракт. Будучи популярным лицом компании, она используется рекламой к G и является имидж-лого корпорации.
В Tekken 7 Лаки Хлоя вступила в поединок с Эдди Горду, который пытался проникнуть в корпорацию G.
Хлоя является иностранкой, которая подражает японкам и японской идол-культуре, говорит на японском и на английском с сильным японским акцентом. Её боевой стиль «фристайл-данс» содержит много элементов из брейк-данса и акробатики. Создателем Лаки Хлои является дизайнер Юсукэ Кодзаки, который создавал персонажей в играх Fire Emblem Awakening и No More Heroes.
На различных англоязычных форумах пользователи высказали недовольство персонажем и просили Кацухиро Хараду исключить её из игры из-за её образа моэ (чрезмерно увлечённой), не соответствующего духу игры.

### Лерой Смит
Лерой Смит (англ. Leroy Smith) — афроамериканский мастер вин-чун.
50 лет назад Лерой Смит ввязался в перестрелку в родном Нью-Йорке, в которой потерял семью и прожиток. Спустя десятилетия, став опытным мастером боевых искусств, Лерой возвращается в Нью-Йорк, чтобы отомстить.

### Лидия Собеска
Лидия Собеска (польск. Lidia Sobieska) — премьер-министр Польши, владеет искусством каратэ.
Лидия родилась в семье, из которой вышло много политиков. Ей было десять лет, когда её дедушка стал Президентом Польши. Не имея предрасположенности к политике, маленькая Лидия занялась обучением каратэ. Спустя два года после начала тренировок она видит, как её отец и дедушка попадают в авиакотострофу на вертолëте при возвращении из Японии. В результате инцидента погибает её родитель. Узнав, что это был террористический акт, Лидия наполняется злостью и получает мотивацию стать таким же выдающимся политиком, как её дед и отец, параллельно улучшая навыки в японском боевом искусстве.

### Мастер Рэйвен
Мастер Рэйвен — темнокожая девушка-ниндзя. Начальница Рэйвена. Носит меч как у Ёсимицу. Боевой стиль ниндзюцу аналогичен стилю Рэйвена.
Член секретной разведывательной службы в ООН, её кодовое имя «Master Raven». Она является высокопоставленным чиновником с множественными полномочиями.
Деятельность секретной службы была увеличена, чтобы отслеживать и сообщать обо всём, что происходит в мире. Она по спецзаданию была отправлена на седьмой турнир «Король железного кулака», чтобы сразиться в бою с Сергеем Драгуновым — заклятым врагом Рэйвена.

### Ноктис Люцис Каэлум
Ноктис Люцис Каэлум (яп. ノクティス・ルシス・チェラム Нокутису Русису Тэраму) или просто Нокт — гостевой персонаж из Final Fantasy XV, появившийся в Tekken 7: Fated Retribution.
В трейлере является знакомым Ларса Александерссона. Боевой стиль Ноктиса — драка на мечах и атака в прыжке.

### Фахумрам
Фахумрам (англ. Fahkumram) — высокорослый, мускулистый, татуированный боец муай-тай.

### Шахин
Шахин (ар. شاهين) — араб из Саудовской Аравии, носящий на голове куфию с икалем.
Шахину, который был телохранителем частной военной компании, была поставлена задача защитить ключевые фигуры в мире. Друг Шахина — ключевая фигура в нефтяной промышленности, однако загадочным образом его друг был найден мёртвым. Позже корпорация G приобрела частную военную компанию и все, включая Шахина, были отправлены в отставку. Заподозрив неладное, Шахин отправляется на седьмой турнир «Король Железного кулака», чтобы узнать правду.

## Дебютировавшие вTekken 8

### Виктор Шевалье
Виктор Шевалье (англ. Victor Chevalier) — французский агент ООН, использующий в бою технику CQC (ближний бой).

### Рэйна
- Рэйна (англ. Reina (яп. 麗奈)) - загадочная молодая панк-школьница в фиолетовых одеждах из неопределенной страны, имеющая таинственные связи не только с кланом Мисима, но и предположительно являющаяся носителем Дьявольского гена, поскольку обладает злобной аурой и красными глазами, которые показаны в её Rage, в частности, похожем на Хэйхати Мисиму. Она учится в той же школу, что и Сяоюй, Дзин, Михару и вторая Кунимицу, и как утверждается, младше Дзина. Из-за её таинственного присутствия никто из участников не знает о ее существовании до тех пор, пока в Tekken 8 она не присоединяется к команде Дзина с неизвестными целями против Кадзуи. Во время сюжета и его промежуточных титров выясняется, что Рейна не только внебрачная дочь Хэйхати, но и носитель Дьявольского Гена, как Дзин и Кадзуя. Хотя она любила и уважала его настолько, что пошла по его стопам, она не знала о неприязни отца к носителям Дьявольского Гена и другим подобным демонам. С тех пор как, в какой-то момент Рейна узнала, что у нее есть дьявольский ген, как у Дзина и Кадзуи, её первая цель во время восьмого турнира "Король железного кулака" состоит в том, чтобы завоевать доверие Дзина и его союзников и использовать их, чтобы приблизиться к Кадзуе и позволить ему убить себя, для полного пробуждения своих дремлющих силы Гена Дьявола незаметно для всех. Достигнув первой цели, Рейна приступает к следующей - отомстить за смерть Хэйхати. После того как Дзин победил Кадзую, лишив их обоих Дьявольских Генов и существования Азазеля, бессознательное тело последнего подбирает кажущаяся живой Дзюн.

## Дебютировавшие в Tekken Mobile

### Исаак
Исаак — персонаж со светлыми волосами и короткой стрижкой. Одет в белую футболку и слегка растрёпанные джинсы.

### Родео
Бо «Родео» Монтана — бывший американский морпех, использующий в бою приёмы смешанных боевых искусств.

### Руби
Руби — женский персонаж с коричневыми волосами и стрижкой среднего размера с длинной косой. Одета в байкерскую куртку и штаны. В альтернативном варианте внешнего вида носит бандану на голове и одета в байкерское платье.

### Тайгер Мияги
Тайгер Мияги — азиатский каратист с длинными чёрными волосами. На голове у него косуха, одет в традиционный костюм карате. В альтернативном варианте внешнего вида у него короткая стрижка и другой стиль костюма карате.

### Юэ
Юэ — азиатский мастер боевых искусств женского пола. У неё чёрные волосы, завёрнутые в длинный хвост. Одета в традиционный китайский костюм (такой же, как у Пай Чан из Virtua Fighter). В альтернативном варианте внешнего вида у неё обвитые волосы и одета в обычную одежду.

## Неиграбельные персонажи

### Джейн
Джейн (англ. Jane) — русский учёный, работает на корпорацию G. В детстве Джейн осиротела во время войны в России и была оставлена на попечение роботу Джек-2, который отказался выполнять приказ её убить и заменил ей отца. Вскоре Джек-2 был уничтожен в результате взрыва и Джейн восстановила его спустя 11 лет под названием Ган Джек. Ган Джек был запрограммирован, чтобы уничтожить дзайбацу «Мисима», но был уничтожен доктором Абелем. Два года спустя Джейн помогла сконструировать сотни роботов Джек-4 с намерением убить Кадзую. Впоследствии она модернизировала Джеков-4 до Джеков-5, которых отправила на тестирование в пятый турнир «Король Железного кулака». Она сконструировала новую модель Джек-6, когда узнала о создании NANCY-MI847J дзайбацу «Мисима».
Позже Джейн сформировала команду для создания Джека-7, в противовес которого корпорацией G был создан биоробот Гигас. Обе модели были отправлены на седьмой турнир «Король Железного кулака» для тестирования.

### Доктор Абель
Доктор Абель (англ. Dr. Abel) — сумасшедший учёный, который работает на дзайбацу «Мисима» вместе с доктором Босконовичем. Он оживил Брайана Фьюри, превратив его в киборга. Абель отправил Брайана на третий турнир «Король Железного кулака», чтобы тот собрал информацию о планах Босконовича по созданию армии киборгов. После турнира Абель проигнорировал Брайана и пытался убить учёного корпорации G Джейн, когда она пыталась проникнуть в лабораторию дзайбацу «Мисима». Ган Джек защитил её от Абеля. В конце четвёртого турнира Брайан напал на Абеля. С того момента о его судьбе ничего не известно.

### Журналист
Рассказчик в сюжетном режиме Tekken 7. Журналист, который потерял семью и дом во время войны между дзайбацу «Мисима» и корпорацией G. Он проводит своё расследование, изучая перипетии в клане «Мисима». Он пытался убить находящегося без сознания Дзина Кадзаму, но был остановлен Ларсом Александерссоном, который убедил его в том, что Дзин единственный, кто сможет остановить войну. Согласно повествованию, журналист сопровождал Ларса, Ли Чаолана и Алису во время событий перед седьмым турниром. Он взял интервью у Хэйхати Мисимы, затем был схвачен им за попытку вместе с Ларсом сместить его с дзайбацу «Мисима». В конце сюжета журналист публикует напечатанное расследование в газете.

### Легендарный мастер капоэйра
Легендарный мастер капоэйра — дед Кристи Монтейру и наставник Эдди Горду. Он появляется ещё в 3 части, как таинственный человек, который научил Эдди Горду искусству капоэйра. Впоследствии, он ещё раз появляется в пятой части игры. Там он тяжело болен, и это служит мотивацией для Кристи и Эдди выиграть денежный приз в «Турнире Железного кулака». Но, поскольку «реальной» считаются только концовки главных персонажей (семья Мисима), Эдди и Кристи не удаётся выиграть приз, и в шестой части упоминается уже о его смерти.

### Никлас Клиcен
Известный спелеолог, пропавший без вести, когда Лео была ещё ребёнком. В игре не присутствует, но, судя по иллюстрациям пролога Лео в Tekken 6, его образ навеян Индианой Джонсом. Появлется в Tekken 8.

### Отец Асуки Кадзамы
Владелец додзё семьи Кадзама в Осаке. Обучал Асуку семейному стилю боя и впоследствии был серьёзно покалечен Фэн Вэем, из-за чего Асуке пришлось взять на себя должность хозяйки додзё. Судя по диалогам в режиме Scenario Campaign, увечья, нанесённые отцу Асуки, оказались столь серьёзны, что он больше не может двигаться.
В одноимённой манге отец Асуки присутствует как эпизодический персонаж, позволив Лили и Лео остановиться в доме семьи Кадзама.

### Призрак
Неиграбельный персонаж в Tekken Mobile. Боец в маске. Враг Кадзуи и Нины.

### Ричард Уильямс
Ричард Уильямс — бывший киллер, отец Нины и Анны Уильямс. Обучил девочек боевому искусству убийства, когда они ещё были маленькими. Умер во время событий в первом Tekken, завещав детям, чтобы они помирились. Причина его смерти не известна. В аниме Tekken: The Motion Picture виновницей его гибели называется Анна. В неканонической игре Death by Degrees Ричард Уильямс погиб, спасая сестёр, когда они были ещё маленькими.

### Син Камия
Син Камия (яп. 神谷 真) — неканонический персонаж из анимационного фильма «Теккен: Кровная месть». Учился с Дзином Кадзамой в Политехнической высшей школе Мисима. Студент Международной высшей школы Киото, в которой учится вместе с Лин Сяоюй и Алисой Босконович. Стал подопытным для экспериментов «мутару», проводимых Хэйхати Мисимой с геном дьявола. Использовал Сяоюй и Алису как проводников, чтобы выйти на Хэйхати и отомстить за эксперименты над своим телом, приведшими, по его мнению, к бессмертию.
Сина Камию планировали сделать играбельным персонажем в Tekken Revolution, однако отказались от этой идеи, поскольку персонаж был убит в анимационном фильме.

### Того
Друг Ларса Александерссона. Член отряда Tekken. Появляется в эпизоде Tekken 6, где его убивают люди из корпорации G.
Того планировали сделать играбельным персонажем в Tekken Revolution.

### Эмма Клисен
Эмма Клисен — мать Лео Клисен. Работала в корпорации G. Убита по приказу Кадзуи Мисимы в Tekken 6.

## Неутверждённые персонажи

### Невеста-зомби
Персонаж представлял собой невесту-зомби в свадебном платье. Впервые она должна была появится в Tekken 3 как первый зомби в файтинге. Идея всплыла снова во время создания Tekken 6. На этот раз Невесту-зомби планировалось включить как сестру Мигеля, которая погибла из-за бомбардировки, устроенной солдатами Tekken Forces, и вернувшейся к жизни. Поскольку боевой стиль для зомби было сложно создать, идея была отброшена.

### Гигантский Богомол
Гигантский Богомол, который должен был появится в Tekken 3. Во время разработки третьей части произошла ошибка в суставах модели одного из персонажей, они вывернулись в другую сторону, и модель была деформирована. Разработчики решили, что это был бы сильный боец, поэтому возникла идея о реализации данного персонажа в игре, но из-за отсутствия времени на разработку персонаж так и не появился. Как и Сяке/Лосось, пустые данные насекомого можно найти, взломав аркадную версию Tekken 3.

### Обычный старик
Представлялся как обычный старик, которого можно найти везде. По идее он не владел боевыми искусствами и был довольно слаб. Идея была предложена в начале серии, однако быстро была отвергнута.

### Ганми-чан
Молодая девушка-подросток, борец сумо, которая является поклонницей Ганрю. Изначально планировалось включить героиню в Tekken Tag Tournament 2, однако разработчики решили отказаться от идеи и сосредоточиться на повышении популярности Ганрю.